# Kỷ lục và thống kê Cúp C1 châu Âu và UEFA Champions League

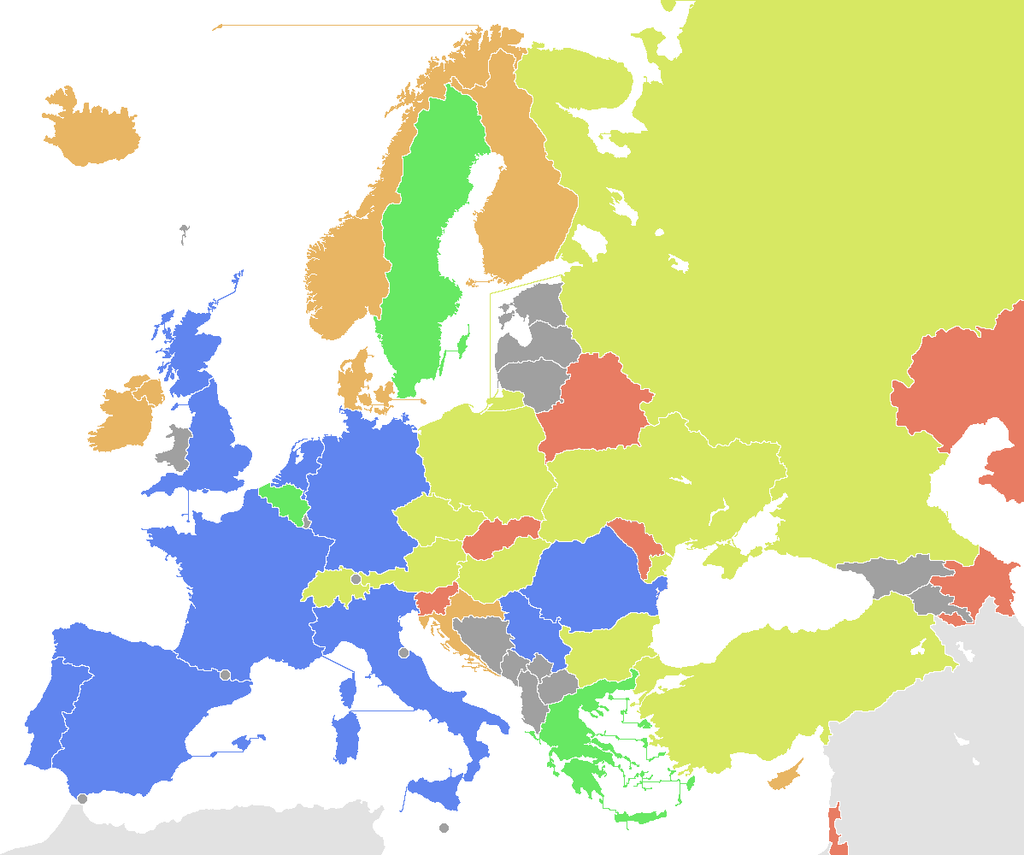
Bản đồ các quốc gia UEFA, các vòng đấu đạt được bởi các đội ở UEFA Champions League và Cúp C1 châu Âu.
Quốc gia thành viên UEFA có câu lạc bộ vô địch
Quốc gia thành viên UEFA có câu lạc bộ á quân
Quốc gia thành viên UEFA có đại diện ở vòng bán kết
Quốc gia thành viên UEFA có đại diện ở vòng 16 đội, tứ kết hoặc vòng bảng thứ hai
Quốc gia thành viên UEFA có đại diện ở vòng bảng
Quốc gia thành viên UEFA chưa có đại diện ở vòng bảng hoặc đấu loại trực tiếp sau vòng 16 đội
Không phải là thành viên UEFA

Trang này liệt kê chi tiết thống kê Cúp C1 châu Âu và Champions League. Trừ khi được thông báo, những thống kê này liên quan đến tất cả các mùa giải kể từ khi Cúp C1 châu Âu thành lập vào mùa giải 1955–56 và được đổi tên kể từ năm 1992 thành UEFA Champions League, bao gồm các vòng loại của UEFA Champions League; tất cả các bàn thắng ghi được trước các giai đoạn vòng đấu chính được tính là "bàn thắng vòng loại".

## Thành tích chung

### Theo câu lạc bộ
Có tổng cộng 22 câu lạc bộ đã vô địch giải đấu kể từ khi thành lập năm 1955, với Real Madrid là đội duy nhất vô địch giải đấu này 15 lần, bao gồm cả năm lần đầu tiên. Chỉ có hai câu lạc bộ khác đã lọt vào 10 trận chung kết trở lên: Milan và Bayern Munich. Tổng cộng có 13 câu lạc bộ đã vô địch giải đấu nhiều lần: ba câu lạc bộ đã đề cập ở trên, cùng với Liverpool, Ajax, Barcelona, Inter Milan, Manchester United, Benfica, Nottingham Forest, Juventus, Porto và Chelsea. Tổng cộng có 20 câu lạc bộ đã lọt vào trận chung kết mà không bao giờ giành được chức vô địch giải đấu.
Có 10 quốc gia có các đội vô địch giải đấu. Các câu lạc bộ Tây Ban Nha thành công nhất, giành được tổng cộng 20 danh hiệu. Anh đứng thứ hai với 15 và Ý đứng thứ ba với 12, trong khi các quốc gia có đội vô địch nhiều lần khác là Đức với tám, Hà Lan với sáu và Bồ Đào Nha với bốn. Các quốc gia khác có một đội vô địch giải đấu là Scotland, Romania, Nam Tư và Pháp. Hy Lạp, Bỉ và Thụy Điển đều có đội thua trong trận chung kết.
| Câu lạc bộ               | Số lần vô địch | Số lần về nhì | Mùa giải vô địch                                                                         | Mùa giải về nhì                          |
| ------------------------ | -------------- | ------------- | ---------------------------------------------------------------------------------------- | ---------------------------------------- |
| Real Madrid              | 15             | 3             | 1956, 1957, 1958, 1959, 1960, 1966, 1998, 2000, 2002, 2014, 2016, 2017, 2018, 2022, 2024 | 1962, 1964, 1981                         |
| Milan                    | 7              | 4             | 1963, 1969, 1989, 1990, 1994, 2003, 2007                                                 | 1958, 1993, 1995, 2005                   |
| Bayern München           | 6              | 5             | 1974, 1975, 1976, 2001, 2013, 2020                                                       | 1982, 1987, 1999, 2010, 2012             |
| Liverpool                | 6              | 4             | 1977, 1978, 1981, 1984, 2005, 2019                                                       | 1985, 2007, 2018, 2022                   |
| Barcelona                | 5              | 3             | 1992, 2006, 2009, 2011, 2015                                                             | 1961, 1986, 1994                         |
| Ajax                     | 4              | 2             | 1971, 1972, 1973, 1995                                                                   | 1969, 1996                               |
| Inter Milan              | 3              | 3             | 1964, 1965, 2010                                                                         | 1967, 1972, 2023                         |
| Manchester United        | 3              | 2             | 1968, 1999, 2008                                                                         | 2009, 2011                               |
| Juventus                 | 2              | 7             | 1985, 1996                                                                               | 1973, 1983, 1997, 1998, 2003, 2015, 2017 |
| Benfica                  | 2              | 5             | 1961, 1962                                                                               | 1963, 1965, 1968, 1988, 1990             |
| Chelsea                  | 2              | 1             | 2012, 2021                                                                               | 2008                                     |
| Nottingham Forest        | 2              | 0             | 1979, 1980                                                                               | —                                        |
| Porto                    | 2              | 0             | 1987, 2004                                                                               | —                                        |
| Borussia Dortmund        | 1              | 2             | 1997                                                                                     | 2013, 2024                               |
| Celtic                   | 1              | 1             | 1967                                                                                     | 1970                                     |
| Hamburger SV             | 1              | 1             | 1983                                                                                     | 1980                                     |
| Steaua București         | 1              | 1             | 1986                                                                                     | 1989                                     |
| Marseille                | 1              | 1             | 1993                                                                                     | 1991                                     |
| Manchester City          | 1              | 1             | 2023                                                                                     | 2021                                     |
| Feyenoord                | 1              | 0             | 1970                                                                                     | —                                        |
| Aston Villa              | 1              | 0             | 1982                                                                                     | —                                        |
| PSV Eindhoven            | 1              | 0             | 1988                                                                                     | —                                        |
| Sao Đỏ Beograd           | 1              | 0             | 1991                                                                                     | —                                        |
| Atlético Madrid          | 0              | 3             | —                                                                                        | 1974, 2014, 2016                         |
| Reims                    | 0              | 2             | —                                                                                        | 1956, 1959                               |
| Valencia                 | 0              | 2             | —                                                                                        | 2000, 2001                               |
| Fiorentina               | 0              | 1             | —                                                                                        | 1957                                     |
| Eintracht Frankfurt      | 0              | 1             | —                                                                                        | 1960                                     |
| Partizan                 | 0              | 1             | —                                                                                        | 1966                                     |
| Panathinaikos            | 0              | 1             | —                                                                                        | 1971                                     |
| Leeds United             | 0              | 1             | —                                                                                        | 1975                                     |
| Saint-Étienne            | 0              | 1             | —                                                                                        | 1976                                     |
| Borussia Mönchengladbach | 0              | 1             | —                                                                                        | 1977                                     |
| Club Brugge              | 0              | 1             | —                                                                                        | 1978                                     |
| Malmö FF                 | 0              | 1             | —                                                                                        | 1979                                     |
| Roma                     | 0              | 1             | —                                                                                        | 1984                                     |
| Sampdoria                | 0              | 1             | —                                                                                        | 1992                                     |
| Bayer Leverkusen         | 0              | 1             | —                                                                                        | 2002                                     |
| Monaco                   | 0              | 1             | —                                                                                        | 2004                                     |
| Arsenal                  | 0              | 1             | —                                                                                        | 2006                                     |
| Tottenham Hotspur        | 0              | 1             | —                                                                                        | 2019                                     |
| Paris Saint Germain      | 0              | 1             | —                                                                                        | 2020                                     |

### Theo quốc gia
| Quốc gia    | Số lần vô địch | Số lần về nhì | Câu lạc bộ vô địch                                                                                        | Câu lạc bộ về nhì |
| ----------- | -------------- | ------------- | --- | --- |
| Tây Ban Nha | 20             | 11            | Real Madrid (15) Barcelona (5)                                                                            | Atlético Madrid (3) Barcelona (3) Real Madrid (3) Valencia (2)                                                                |
| Anh         | 15             | 10            | Liverpool (6) Manchester United (3) Chelsea (2) Nottingham Forest (2) Manchester City (1) Aston Villa (1) | Liverpool (3) Manchester United (2) Arsenal (1) Chelsea (1) Leeds United (1) Manchester City (1) Tottenham Hotspur (1)        |
| Ý           | 12             | 16            | Milan (7) Inter Milan (3) Juventus (2)                                                                    | Juventus (7) Milan (4) Inter Milan (2) Fiorentina (1) Roma (1) Sampdoria (1)                                                  |
| Đức         | 8              | 11            | Bayern Munich (6) Hamburg (1) Borussia Dortmund (1)                                                       | Bayern Munich (5) Borussia Dortmund (2) Bayer Leverkusen (1) Borussia Mönchengladbach (1) Eintracht Frankfurt (1) Hamburg (1) |
| Hà Lan      | 6              | 2             | Ajax (4) Feyenoord (1) PSV Eindhoven (1)                                                                  | Ajax (2) |
| Bồ Đào Nha  | 4              | 5             | Benfica (2) Porto (2)                                                                                     | Benfica (5) |
| Pháp        | 1              | 6             | Marseille (1)                                                                                             | Reims (2) Monaco (1) Marseille (1) Saint-Étienne (1) Paris Saint-Germain (1)                                                  |
| Nam Tư      | 1              | 1             | Red Star Belgrade (1)                                                                                     | Partizan (1) |
| România     | 1              | 1             | FC Steaua București (1)                                                                                   | FC Steaua București (1) |
| Scotland    | 1              | 1             | Celtic (1)                                                                                                | Celtic (1) |
| Hy Lạp      | 0              | 1             | — | Panathinaikos (1) |
| Bỉ          | 0              | 1             | — | Club Brugge (1) |
| Thụy Điển   | 0              | 1             | — | Malmö FF (1) |

### Bảng xếp hạng top 25 câu lạc bộ ở Cúp C1 châu Âu và Champions League
Tính đến ngày 16 tháng 3 năm 2022
| Hạng | Câu lạc bộ          | Số năm | ST  | T   | H  | B   | BT   | BB  | HS   | Đ   | VĐ | CK | BK | TK |
| ---- | ------------------- | ------ | --- | --- | -- | --- | ---- | --- | ---- | --- | -- | -- | -- | -- |
| 1    | Real Madrid         | 52     | 459 | 274 | 79 | 106 | 1009 | 499 | +510 | 627 | 14 | 17 | 31 | 38 |
| 2    | Bayern Munich       | 38     | 370 | 221 | 74 | 75  | 781  | 365 | +416 | 516 | 6  | 11 | 20 | 32 |
| 3    | Barcelona           | 32     | 333 | 195 | 75 | 63  | 655  | 331 | +324 | 465 | 5  | 8  | 17 | 24 |
| 4    | Manchester United   | 30     | 293 | 160 | 69 | 64  | 533  | 284 | +249 | 389 | 3  | 5  | 12 | 19 |
| 5    | Juventus            | 36     | 295 | 152 | 70 | 73  | 470  | 288 | +182 | 374 | 2  | 9  | 12 | 19 |
| 6    | Liverpool           | 26     | 235 | 134 | 49 | 52  | 442  | 209 | +233 | 317 | 6  | 9  | 11 | 17 |
| 7    | Milan               | 29     | 255 | 126 | 65 | 64  | 422  | 240 | +182 | 317 | 7  | 11 | 13 | 17 |
| 8    | Benfica             | 41     | 271 | 120 | 63 | 88  | 433  | 313 | +120 | 303 | 2  | 7  | 8  | 19 |
| 9    | Porto               | 36     | 261 | 117 | 60 | 84  | 383  | 296 | +87  | 294 | 2  | 2  | 3  | 11 |
| 10   | Ajax                | 38     | 241 | 110 | 64 | 67  | 385  | 266 | +119 | 284 | 4  | 6  | 9  | 13 |
| 11   | Dynamo Kyiv         | 38     | 248 | 101 | 54 | 93  | 345  | 308 | +37  | 256 | 0  | 0  | 3  | 9  |
| 12   | Chelsea             | 18     | 189 | 98  | 52 | 39  | 326  | 167 | +159 | 248 | 2  | 3  | 8  | 11 |
| 13   | Arsenal             | 21     | 201 | 101 | 43 | 57  | 332  | 218 | +114 | 245 | 0  | 1  | 2  | 7  |
| 14   | Celtic              | 36     | 216 | 101 | 37 | 78  | 333  | 255 | +78  | 239 | 1  | 2  | 4  | 7  |
| 15   | Inter Milan         | 23     | 192 | 91  | 51 | 50  | 271  | 193 | +78  | 233 | 3  | 5  | 8  | 12 |
| 16   | Atlético Madrid     | 17     | 152 | 75  | 39 | 38  | 221  | 142 | +79  | 189 | 0  | 3  | 6  | 11 |
| 17   | Borussia Dortmund   | 20     | 162 | 78  | 30 | 54  | 276  | 207 | +69  | 186 | 1  | 2  | 4  | 9  |
| 18   | Anderlecht          | 34     | 200 | 70  | 44 | 86  | 282  | 320 | –38  | 184 | 0  | 0  | 2  | 9  |
| 19   | PSV Eindhoven       | 29     | 183 | 68  | 42 | 73  | 243  | 232 | +11  | 178 | 1  | 1  | 3  | 8  |
| 20   | Paris Saint-Germain | 15     | 135 | 73  | 25 | 37  | 267  | 156 | +111 | 171 | 0  | 1  | 3  | 7  |
| 21   | Red Star Belgrade   | 27     | 147 | 68  | 32 | 47  | 267  | 198 | +69  | 168 | 1  | 1  | 4  | 9  |
| 22   | Lyon                | 18     | 148 | 65  | 37 | 46  | 232  | 178 | +54  | 167 | 0  | 0  | 2  | 5  |
| 23   | Olympiacos          | 34     | 184 | 66  | 35 | 83  | 221  | 279 | –57  | 167 | 0  | 0  | 0  | 1  |
| 24   | Rangers             | 31     | 163 | 62  | 40 | 61  | 234  | 222 | +12  | 164 | 0  | 0  | 2  | 6  |
| 25   | Galatasaray         | 27     | 178 | 57  | 43 | 78  | 215  | 279 | –64  | 157 | 0  | 0  | 1  | 6  |

Ghi chú: Các câu lạc bộ xếp hạng dựa trên tổng điểm về lý thuyết (2 điểm cho một trận thắng, 1 điểm cho trận hoà, kết quả sau hiệp phụ tính đến, tất cả trận đấu đi đến chấm luân lưu tính là trận hòa). Kể cả các trận đấu vòng loại.

### Số lượng câu lạc bộ tham gia kỷ nguyên Champions League
Tổng cộng có 140 câu lạc bộ từ 33 hiệp hội quốc gia đã chơi hoặc đủ điều kiện cho vòng bảng Champions League.
| Quốc gia           | #  | Câu lạc bộ               | Năm |
| ------------------ | -- | ------------------------ | --- |
| Spain (13)         | 24 | Barcelona                | 1993–94, 1994–95, 1997–98, 1998–99, 1999–2000, 2000–01, 2001–02, 2002–03, 2004–05, 2005–06, 2006–07, 2007–08, 2008–09, 2009–10, 2010–11, 2011–12, 2012–13, 2013–14, 2014–15, 2015–16, 2016–17, 2017–18, 2018–19, 2019–20 |
| Spain (13)         | 24 | Real Madrid              | 1995–96, 1997–98, 1998–99, 1999–2000, 2000–01, 2001–02, 2002–03, 2003–04, 2004–05, 2005–06, 2006–07, 2007–08, 2008–09, 2009–10, 2010–11, 2011–12, 2012–13, 2013–14, 2014–15, 2015–16, 2016–17, 2017–18, 2018–19, 2019–20 |
| Spain (13)         | 12 | Valencia                 | 1999–2000, 2000–01, 2002–03, 2004–05, 2006–07, 2007–08, 2010–11, 2011–12, 2012–13, 2015–16, 2018–19, 2019–20 |
| Spain (13)         | 10 | Atlético Madrid          | 1996–97, 2008–09, 2009–10, 2013–14, 2014–15, 2015–16, 2016–17, 2017–18, 2018–19, 2019–20 |
| Spain (13)         | 5  | Deportivo La Coruña      | 2000–01, 2001–02, 2002–03, 2003–04, 2004–05 |
| Spain (13)         | 5  | Sevilla                  | 2007–08, 2009–10, 2015–16, 2016–17, 2017–18 |
| Spain (13)         | 3  | Villarreal               | 2005–06, 2008–09, 2011–12 |
| Spain (13)         | 2  | Real Sociedad            | 2003–04, 2013–14 |
| Spain (13)         | 2  | Athletic Bilbao          | 1998–99, 2014–15 |
| Spain (13)         | 1  | Mallorca                 | 2001–02 |
| Spain (13)         | 1  | Celta Vigo               | 2003–04 |
| Spain (13)         | 1  | Real Betis               | 2005–06 |
| Spain (13)         | 1  | Málaga                   | 2012–13 |
| Germany (13)       | 23 | Bayern Munich            | 1994–95, 1997–98, 1998–99, 1999–2000, 2000–01, 2001–02, 2002–03, 2003–04, 2004–05, 2005–06, 2006–07, 2008–09, 2009–10, 2010–11, 2011–12, 2012–13, 2013–14, 2014–15, 2015–16, 2016–17, 2017–18, 2018–19, 2019–20          |
| Germany (13)       | 14 | Borussia Dortmund        | 1995–96, 1996–97, 1997–98, 1999–2000, 2001–02, 2002–03, 2011–12, 2012–13, 2013–14, 2014–15, 2016–17, 2017–18, 2018–19, 2019–20                                                                                           |
| Germany (13)       | 12 | Bayer Leverkusen         | 1997–98, 1999–2000, 2000–01, 2001–02, 2002–03, 2004–05, 2011–12, 2013–14, 2014–15, 2015–16, 2016–17, 2019–20 |
| Germany (13)       | 8  | Schalke 04               | 2001–02, 2005–06, 2007–08, 2010–11, 2012–13, 2013–14, 2014–15, 2018–19 |
| Germany (13)       | 7  | Werder Bremen            | 1993–94, 2004–05, 2005–06, 2006–07, 2007–08, 2008–09, 2010–11 |
| Germany (13)       | 3  | VfB Stuttgart            | 2003–04, 2007–08, 2009–10 |
| Germany (13)       | 2  | Hamburger SV             | 2000–01, 2006–07 |
| Germany (13)       | 2  | VfL Wolfsburg            | 2009–10, 2015–16 |
| Germany (13)       | 2  | Borussia Mönchengladbach | 2015–16, 2016–17 |
| Germany (13)       | 2  | RB Leipzig               | 2017–18, 2019–20 |
| Germany (13)       | 1  | Kaiserslautern           | 1998–99 |
| Germany (13)       | 1  | Hertha BSC               | 1999–2000 |
| Germany (13)       | 1  | 1899 Hoffenheim          | 2018–19 |
| England (10)       | 22 | Manchester United        | 1994–95, 1996–97, 1997–98, 1998–99, 1999–2000, 2000–01, 2001–02, 2002–03, 2003–04, 2004–05, 2005–06, 2006–07, 2007–08, 2008–09, 2009–10, 2010–11, 2011–12, 2012–13, 2013–14, 2015–16, 2017–18, 2018–19                   |
| England (10)       | 19 | Arsenal                  | 1998–99, 1999–2000, 2000–01, 2001–02, 2002–03, 2003–04, 2004–05, 2005–06, 2006–07, 2007–08, 2008–09, 2009–10, 2010–11, 2011–12, 2012–13, 2013–14, 2014–15, 2015–16, 2016–17                                              |
| England (10)       | 16 | Chelsea                  | 1999–2000, 2003–04, 2004–05, 2005–06, 2006–07, 2007–08, 2008–09, 2009–10, 2010–11, 2011–12, 2012–13, 2013–14, 2014–15, 2015–16, 2017–18, 2019–20                                                                         |
| England (10)       | 12 | Liverpool                | 2001–02, 2002–03, 2004–05, 2005–06, 2006–07, 2007–08, 2008–09, 2009–10, 2014–15, 2017–18, 2018–19, 2019–20 |
| England (10)       | 12 | Manchester City          | 2011–12, 2012–13, 2013–14, 2014–15, 2015–16, 2016–17, 2017–18, 2018–19, 2019–20, 2020-21, 2021-22, 2022-23 |
| England (10)       | 5  | Tottenham Hotspur        | 2010–11, 2016–17, 2017–18, 2018–19, 2019–20 |
| England (10)       | 2  | Newcastle United         | 1997–98, 2002–03 |
| England (10)       | 1  | Blackburn Rovers         | 1995–96 |
| England (10)       | 1  | Leeds United             | 2000–01 |
| England (10)       | 1  | Leicester City           | 2016–17 |
| Italy (10)         | 20 | Juventus                 | 1995–96, 1996–97, 1997–98, 1998–99, 2000–01, 2001–02, 2002–03, 2003–04, 2004–05, 2005–06, 2008–09, 2009–10, 2012–13, 2013–14, 2014–15, 2015–16, 2016–17, 2017–18, 2018–19, 2019–20                                       |
| Italy (10)         | 17 | Milan                    | 1992–93, 1993–94, 1994–95, 1996–97, 1999–2000, 2000–01, 2002–03, 2003–04, 2004–05, 2005–06, 2006–07, 2007–08, 2009–10, 2010–11, 2011–12, 2012–13, 2013–14                                                                |
| Italy (10)         | 13 | Internazionale           | 1998–99, 2002–03, 2003–04, 2004–05, 2005–06, 2006–07, 2007–08, 2008–09, 2009–10, 2010–11, 2011–12, 2018–19, 2019–20 |
| Italy (10)         | 11 | Roma                     | 2001–02, 2002–03, 2004–05, 2006–07, 2007–08, 2008–09, 2010–11, 2014–15, 2015–16, 2017–18, 2018–19 |
| Italy (10)         | 6  | Napoli                   | 2011–12, 2013–14, 2016–17, 2017–18, 2018–19, 2019–20 |
| Italy (10)         | 5  | Lazio                    | 1999–2000, 2000–01, 2001–02, 2003–04, 2007–08 |
| Italy (10)         | 3  | Fiorentina               | 1999–2000, 2008–09, 2009–10 |
| Italy (10)         | 1  | Parma                    | 1997–98 |
| Italy (10)         | 1  | Udinese                  | 2005–06 |
| Italy (10)         | 1  | Atalanta                 | 2019–20 |
| France (10)        | 16 | Lyon                     | 2000–01, 2001–02, 2002–03, 2003–04, 2004–05, 2005–06, 2006–07, 2007–08, 2008–09, 2009–10, 2010–11, 2011–12, 2015–16, 2016–17, 2018–19, 2019–20                                                                           |
| France (10)        | 12 | Paris Saint-Germain      | 1994–95, 1997–98, 2000–01, 2004–05, 2012–13, 2013–14, 2014–15, 2015–16, 2016–17, 2017–18, 2018–19, 2019–20 |
| France (10)        | 9  | Marseille                | 1992–93, 1999–2000, 2003–04, 2007–08, 2008–09, 2009–10, 2010–11, 2011–12, 2013–14 |
| France (10)        | 9  | Monaco                   | 1993–94, 1997–98, 2000–01, 2003–04, 2004–05, 2014–15, 2016–17, 2017–18, 2018–19 |
| France (10)        | 6  | Lille                    | 2001–02, 2005–06, 2006–07, 2011–12, 2012–13, 2019–20 |
| France (10)        | 4  | Bordeaux                 | 1999–2000, 2006–07, 2008–09, 2009–10 |
| France (10)        | 3  | Auxerre                  | 1996–97, 2002–03, 2010–11 |
| France (10)        | 2  | Nantes                   | 1995–96, 2001–02 |
| France (10)        | 2  | Lens                     | 1998–99, 2002–03 |
| France (10)        | 1  | Montpellier              | 2012–13 |
| Netherlands (7)    | 16 | PSV Eindhoven            | 1992–93, 1997–98, 1998–99, 1999–2000, 2000–01, 2001–02, 2002–03, 2003–04, 2004–05, 2005–06, 2006–07, 2007–08, 2008–09, 2015–16, 2016–17, 2018–19                                                                         |
| Netherlands (7)    | 14 | Ajax                     | 1994–95, 1995–96, 1996–97, 1998–99, 2002–03, 2003–04, 2004–05, 2005–06, 2010–11, 2011–12, 2012–13, 2013–14, 2014–15, 2018–19                                                                                             |
| Netherlands (7)    | 5  | Feyenoord                | 1997–98, 1999–2000, 2001–02, 2002–03, 2017–18 |
| Netherlands (7)    | 1  | Willem II                | 1999–2000 |
| Netherlands (7)    | 1  | Heerenveen               | 2000–01 |
| Netherlands (7)    | 1  | AZ                       | 2009–10 |
| Netherlands (7)    | 1  | Twente                   | 2010–11 |
| Russia (6)         | 12 | Spartak Moscow           | 1993–94, 1994–95, 1995–96, 1998–99, 1999–2000, 2000–01, 2001–02, 2002–03, 2006–07, 2010–11, 2012–13, 2017–18 |
| Russia (6)         | 12 | CSKA Moscow              | 1992–93, 2004–05, 2006–07, 2007–08, 2009–10, 2011–12, 2013–14, 2014–15, 2015–16, 2016–17, 2017–18, 2018–19 |
| Russia (6)         | 7  | Zenit Saint Petersburg   | 2008–09, 2011–12, 2012–13, 2013–14, 2014–15, 2015–16, 2019–20 |
| Russia (6)         | 5  | Lokomotiv Moscow         | 2001–02, 2002–03, 2003–04, 2018–19, 2019–20 |
| Russia (6)         | 2  | Rubin Kazan              | 2009–10, 2010–11 |
| Russia (6)         | 1  | Rostov                   | 2016–17 |
| Belgium (6)        | 12 | Anderlecht               | 1993–94, 1994–95, 2000–01, 2001–02, 2003–04, 2004–05, 2005–06, 2006–07, 2012–13, 2013–14, 2014–15, 2017–18 |
| Belgium (6)        | 6  | Club Brugge              | 1992–93, 2002–03, 2003–04, 2005–06, 2016–17, 2018–19 |
| Belgium (6)        | 3  | Genk                     | 2002–03, 2011–12, 2019–20 |
| Belgium (6)        | 1  | Lierse                   | 1997–98 |
| Belgium (6)        | 1  | Standard Liège           | 2009–10 |
| Belgium (6)        | 1  | Gent                     | 2015–16 |
| Portugal (5)       | 23 | Porto                    | 1992–93, 1993–94, 1995–96, 1996–97, 1997–98, 1998–99, 1999–2000, 2001–02, 2003–04, 2004–05, 2005–06, 2006–07, 2007–08, 2008–09, 2009–10, 2011–12, 2012–13, 2013–14, 2014–15, 2015–16, 2016–17, 2017–18, 2018–19          |
| Portugal (5)       | 15 | Benfica                  | 1994–95, 1998–99, 2005–06, 2006–07, 2007–08, 2010–11, 2011–12, 2012–13, 2013–14, 2014–15, 2015–16, 2016–17, 2017–18, 2018–19, 2019–20                                                                                    |
| Portugal (5)       | 8  | Sporting CP              | 1997–98, 2000–01, 2006–07, 2007–08, 2008–09, 2014–15, 2016–17, 2017–18 |
| Portugal (5)       | 2  | Boavista                 | 1999–2000, 2001–02 |
| Portugal (5)       | 2  | Braga                    | 2010–11, 2012–13 |
| Turkey (5)         | 16 | Galatasaray              | 1993–94, 1994–95, 1997–98, 1998–99, 1999–2000, 2000–01, 2001–02, 2002–03, 2003–04, 2006–07, 2012–13, 2013–14, 2014–15, 2015–16, 2018–19, 2019–20                                                                         |
| Turkey (5)         | 7  | Beşiktaş                 | 1997–98, 2000–01, 2003–04, 2007–08, 2009–10, 2016–17, 2017–18 |
| Turkey (5)         | 6  | Fenerbahçe               | 1996–97, 2001–02, 2004–05, 2005–06, 2007–08, 2008–09 |
| Turkey (5)         | 1  | Bursaspor                | 2010–11 |
| Turkey (5)         | 1  | Trabzonspor              | 2011–12 |
| Switzerland (5)    | 8  | Basel                    | 2002–03, 2008–09, 2010–11, 2011–12, 2013–14, 2014–15, 2016–17, 2017–18 |
| Switzerland (5)    | 2  | Grasshopper              | 1995–96, 1996–97 |
| Switzerland (5)    | 1  | Thun                     | 2005–06 |
| Switzerland (5)    | 1  | Zürich                   | 2009–10 |
| Switzerland (5)    | 1  | Young Boys               | 2018–19 |
| Romania (4)        | 7  | FCSB                     | 1994–95, 1995–96, 1996–97, 2006–07, 2007–08, 2008–09, 2013–14 |
| Romania (4)        | 3  | CFR Cluj                 | 2008–09, 2010–11, 2012–13 |
| Romania (4)        | 1  | Unirea Urziceni          | 2009–10 |
| Romania (4)        | 1  | Oțelul Galați            | 2011–12 |
| Sweden (4)         | 4  | IFK Göteborg             | 1992–93, 1994–95, 1996–97, 1997–98 |
| Sweden (4)         | 2  | Malmö FF                 | 2014–15, 2015–16 |
| Sweden (4)         | 1  | AIK                      | 1999–2000 |
| Sweden (4)         | 1  | Helsingborg              | 2000–01 |
| Denmark (4)        | 4  | Copenhagen               | 2006–07, 2010–11, 2013–14, 2016–17 |
| Denmark (4)        | 2  | AaB                      | 1995–96, 2008–09 |
| Denmark (4)        | 1  | Brøndby                  | 1998–99 |
| Denmark (4)        | 1  | Nordsjælland             | 2012–13 |
| Austria (4)        | 3  | Sturm Graz               | 1998–99, 1999–2000, 2000–01 |
| Austria (4)        | 2  | Red Bull Salzburg        | 1994–95, 2019–20 |
| Austria (4)        | 2  | Rapid Wien               | 1996–97, 2005–06 |
| Austria (4)        | 1  | Austria Wien             | 2013–14 |
| Greece (3)         | 18 | Olympiacos               | 1997–98, 1998–99, 1999–2000, 2000–01, 2001–02, 2002–03, 2003–04, 2004–05, 2005–06, 2006–07, 2007–08, 2009–10, 2011–12, 2012–13, 2013–14, 2014–15, 2015–16, 2017–18                                                       |
| Greece (3)         | 9  | Panathinaikos            | 1995–96, 1998–99, 2000–01, 2001–02, 2003–04, 2004–05, 2005–06, 2008–09, 2010–11 |
| Greece (3)         | 5  | AEK Athens               | 1994–95, 2002–03, 2003–04, 2006–07, 2018–19 |
| Czech Republic (3) | 7  | Sparta Prague            | 1997–98, 1999–2000, 2000–01, 2001–02, 2003–04, 2004–05, 2005–06 |
| Czech Republic (3) | 3  | Viktoria Plzeň           | 2011–12, 2013–14, 2018–19 |
| Czech Republic (3) | 1  | Slavia Prague            | 2007–08 |
| Israel (3)         | 2  | Maccabi Haifa            | 2002–03, 2009–10 |
| Israel (3)         | 2  | Maccabi Tel Aviv         | 2004–05, 2015–16 |
| Israel (3)         | 1  | Hapoel Tel Aviv          | 2010–11 |
| Slovakia (3)       | 1  | Košice                   | 1997–98 |
| Slovakia (3)       | 1  | Petržalka                | 2005–06 |
| Slovakia (3)       | 1  | Žilina                   | 2010–11 |
| Ukraine (2)        | 16 | Dynamo Kyiv              | 1994–95, 1997–98, 1998–99, 1999–2000, 2000–01, 2001–02, 2002–03, 2003–04, 2004–05, 2006–07, 2007–08, 2008–09, 2009–10, 2012–13, 2015–16, 2016–17                                                                         |
| Ukraine (2)        | 14 | Shakhtar Donetsk         | 2000–01, 2004–05, 2006–07, 2007–08, 2008–09, 2010–11, 2011–12, 2012–13, 2013–14, 2014–15, 2015–16, 2017–18, 2018–19, 2019–20                                                                                             |
| Scotland (2)       | 10 | Rangers                  | 1992–93, 1995–96, 1996–97, 1999–2000, 2000–01, 2003–04, 2005–06, 2007–08, 2009–10, 2010–11 |
| Scotland (2)       | 10 | Celtic                   | 2001–02, 2003–04, 2004–05, 2006–07, 2007–08, 2008–09, 2012–13, 2013–14, 2016–17, 2017–18 |
| Norway (2)         | 11 | Rosenborg                | 1995–96, 1996–97, 1997–98, 1998–99, 1999–2000, 2000–01, 2001–02, 2002–03, 2004–05, 2005–06, 2007–08 |
| Norway (2)         | 1  | Molde                    | 1999–2000 |
| Croatia (2)        | 6  | Dinamo Zagreb            | 1998–99, 1999–2000, 2011–12, 2012–13, 2015–16, 2016–17 |
| Croatia (2)        | 1  | Hajduk Split             | 1994–95 |
| Cyprus (2)         | 4  | APOEL                    | 2009–10, 2011–12, 2014–15, 2017–18 |
| Cyprus (2)         | 1  | Anorthosis               | 2008–09 |
| Poland (2)         | 2  | Legia Warsaw             | 1995–96, 2016–17 |
| Poland (2)         | 1  | Widzew Łódź              | 1996–97 |
| Bulgaria (2)       | 2  | Ludogorets Razgrad       | 2014–15, 2016–17 |
| Bulgaria (2)       | 1  | Levski Sofia             | 2006–07 |
| Serbia (2)         | 2  | Partizan                 | 2003–04, 2010–11 |
| Serbia (2)         | 1  | Red Star Belgrade        | 2018–19 |
| Hungary (2)        | 1  | Ferencváros              | 1995–96 |
| Hungary (2)        | 1  | Debrecen                 | 2009–10 |
| Belarus (1)        | 5  | BATE Borisov             | 2008–09, 2011–12, 2012–13, 2014–15, 2015–16 |
| Slovenia (1)       | 3  | Maribor                  | 1999–2000, 2014–15, 2017–18 |
| Finland (1)        | 1  | HJK                      | 1998–99 |
| Kazakhstan (1)     | 1  | Astana                   | 2015–16 |
| Azerbaijan (1)     | 1  | Qarabağ                  | 2017–18 |

Đội in Đậm: đủ điều kiện cho giai đoạn loại trực tiếp.
Những đội tham dự vòng bảng cúp châu Âu (chỉ có một mùa được chơi ở dạng này)
1991–92:
- Anderlecht
- Barcelona
- Benfica
- Dynamo Kyiv
- Panathinaikos
- Red Star Belgrade
- Sampdoria
- Sparta Prague

Sampdoria là đội duy nhất đã chơi ở vòng bảng Cúp C1 châu Âu 1991, nhưng không được chơi ở vòng bảng Champions League.

## Câu lạc bộ

### Theo số lần xuất hiện ở bán kết
| Đội                      | Số lần | Năm |
| ------------------------ | ------ | --- |
| Real Madrid              | 32     | 1956, 1957, 1958, 1959, 1960, 1962, 1964, 1966, 1968, 1973, 1976, 1980, 1981, 1987, 1988, 1989, 1998, 2000, 2001, 2002, 2003, 2011, 2012, 2013, 2014, 2015, 2016, 2017, 2018, 2021, 2022, 2023 |
| Bayern Munich            | 20     | 1974, 1975, 1976, 1981, 1982, 1987, 1990, 1991, 1995, 1999, 2000, 2001, 2010, 2012, 2013, 2014, 2015, 2016, 2018, 2020                                                                         |
| Barcelona                | 17     | 1960, 1961, 1975, 1986, 1992, 1994, 2000, 2002, 2006, 2008, 2009, 2010, 2011, 2012, 2013, 2015, 2019                                                                                           |
| Milan                    | 13     | 1956, 1958, 1963, 1969, 1989, 1990, 1993, 1994, 1995, 2003, 2005, 2006, 2007 |
| Manchester United        | 12     | 1957, 1958, 1966, 1968, 1969, 1997, 1999, 2002, 2007, 2008, 2009, 2011 |
| Juventus                 | 12     | 1968, 1973, 1978, 1983, 1985, 1996, 1997, 1998, 1999, 2003, 2015, 2017 |
| Liverpool                | 11     | 1965, 1977, 1978, 1981, 1984, 1985, 2005, 2007, 2008, 2018, 2019 |
| Ajax                     | 9      | 1969, 1971, 1972, 1973, 1980, 1995, 1996, 1997, 2019 |
| Benfica                  | 8      | 1961, 1962, 1963, 1965, 1968, 1972, 1988, 1990 |
| Inter Milan              | 8      | 1964, 1965, 1966, 1967, 1972, 1981, 2003, 2010 |
| Chelsea                  | 8      | 2004, 2005, 2007, 2008, 2009, 2012, 2014, 2021 |
| Atlético Madrid          | 6      | 1959, 1971, 1974, 2014, 2016, 2017 |
| Sao Đỏ Beograd           | 4      | 1957, 1971, 1991, 1992 |
| Borussia Dortmund        | 4      | 1964, 1997, 1998, 2013 |
| Celtic                   | 4      | 1967, 1970, 1972, 1974 |
| Monaco                   | 4      | 1994, 1998, 2004, 2017 |
| Hamburger SV             | 3      | 1961, 1980, 1983 |
| Leeds United             | 3      | 1970, 1975, 2001 |
| Panathinaikos            | 3      | 1971, 1985, 1996 |
| PSV Eindhoven            | 3      | 1976, 1988, 2005 |
| Dynamo Kyiv              | 3      | 1977, 1987, 1999 |
| FC Steaua București      | 3      | 1986, 1988, 1989 |
| Porto                    | 3      | 1987, 1994, 2004 |
| Marseille                | 3      | 1990, 1991, 1993 |
| Paris Saint-Germain      | 3      | 1995, 2020, 2021 |
| Manchester City          | 3      | 2016, 2021, 2023 |
| Reims                    | 2      | 1956, 1959 |
| Rangers                  | 2      | 1960, 1993 |
| Tottenham Hotspur        | 2      | 1962, 2019 |
| Feyenoord                | 2      | 1963, 1970 |
| Zürich                   | 2      | 1964, 1977 |
| CSKA Sofia               | 2      | 1967, 1982 |
| Saint-Étienne            | 2      | 1975, 1976 |
| Borussia Mönchengladbach | 2      | 1977, 1978 |
| Nottingham Forest        | 2      | 1979, 1980 |
| Anderlecht               | 2      | 1982, 1986 |
| Roma                     | 2      | 1984, 2018 |
| IFK Göteborg             | 2      | 1986, 1993 |
| Valencia                 | 2      | 2000, 2001 |
| Arsenal                  | 2      | 2006, 2009 |
| Lyon                     | 2      | 2010, 2020 |
| Hibernian                | 1      | 1956 |
| Fiorentina               | 1      | 1957 |
| Vasas                    | 1      | 1958 |
| Young Boys               | 1      | 1959 |
| Eintracht Frankfurt      | 1      | 1960 |
| Rapid Wien               | 1      | 1961 |
| Standard Liège           | 1      | 1962 |
| Dundee                   | 1      | 1963 |
| Győri ETO                | 1      | 1965 |
| Partizan                 | 1      | 1966 |
| Dukla Prague             | 1      | 1967 |
| Spartak Trnava           | 1      | 1969 |
| Legia Warsaw             | 1      | 1970 |
| Derby County             | 1      | 1973 |
| Újpest                   | 1      | 1974 |
| Club Brugge              | 1      | 1978 |
| Austria Wien             | 1      | 1979 |
| 1. FC Köln               | 1      | 1979 |
| Malmö FF                 | 1      | 1979 |
| Aston Villa              | 1      | 1982 |
| Real Sociedad            | 1      | 1983 |
| Widzew Łódź              | 1      | 1983 |
| Dinamo București         | 1      | 1984 |
| Dundee United            | 1      | 1984 |
| Bordeaux                 | 1      | 1985 |
| Galatasaray              | 1      | 1989 |
| Spartak Moscow           | 1      | 1991 |
| Sparta Prague            | 1      | 1992 |
| Sampdoria                | 1      | 1992 |
| Nantes                   | 1      | 1996 |
| Bayer Leverkusen         | 1      | 2002 |
| Deportivo La Coruña      | 1      | 2004 |
| Villarreal               | 1      | 2006 |
| Schalke 04               | 1      | 2011 |
| RB Leipzig               | 1      | 2020 |

| Năm in đậm: |  | Đội bóng lọt đến chung kết vào năm đó |

Theo quốc gia
| Quốc gia     | Thắng | Thua | Tổng cộng | Số câu lạc bộ |
| ------------ | ----- | ---- | --------- | ------------- |
| Tây Ban Nha  | 29    | 29   | 58        | 7             |
| Anh          | 24    | 20   | 44        | 10            |
| Ý            | 28    | 9    | 37        | 6             |
| Đức          | 18    | 16   | 34        | 9             |
| Pháp         | 7     | 11   | 18        | 8             |
| Hà Lan       | 8     | 6    | 14        | 3             |
| Bồ Đào Nha   | 9     | 2    | 11        | 2             |
| Scotland     | 2     | 7    | 9         | 5             |
| Serbia       | 2     | 3    | 5         | 2             |
| România      | 2     | 2    | 4         | 2             |
| Bỉ           | 1     | 3    | 4         | 3             |
| Hy Lạp       | 1     | 2    | 3         | 1             |
| Thụy Điển    | 1     | 2    | 3         | 2             |
| Hungary      | 0     | 3    | 3         | 3             |
| Thụy Sĩ      | 0     | 3    | 3         | 2             |
| Ukraina      | 0     | 3    | 3         | 1             |
| Áo           | 0     | 2    | 2         | 2             |
| Bulgaria     | 0     | 2    | 2         | 1             |
| Cộng hòa Séc | 0     | 2    | 2         | 2             |
| Ba Lan       | 0     | 2    | 2         | 2             |
| Nga          | 0     | 1    | 1         | 1             |
| Slovakia     | 0     | 1    | 1         | 1             |
| Thổ Nhĩ Kỳ   | 0     | 1    | 1         | 1             |

Lưu ý: Ở các mùa giải 1992 và 1993 không có vòng bán kết vì các đội lọt vào chung kết vượt qua vòng bảng. Đội nhất (Sampdoria và Barcelona năm 1992, Marseille và Milan năm 1993) và nhì (Sao Đỏ Beograd và Sparta Prague năm 1992, Rangers và IFK Göteborg năm 1993) của hai bảng được tính là các đội lọt vào bán kết trong bảng.

### Đội có thành tích bất bại
- Chín câu lạc bộ đã giành được cúp C1 châu Âu hoặc Champions League với thành tích bất bại, chỉ có bốn câu lạc bộ đã làm điều này hai lần:
  - Liverpool có 6 chiến thắng và 3 trận hòa vào năm 1980–81 và 7 chiến thắng và 2 trận hòa vào năm 1983–84.
  - Milan có 5 chiến thắng và 4 trận hòa vào năm 1988–89 và 7 chiến thắng và 5 trận hòa vào năm 1993–94.
  - Ajax có 7 chiến thắng và 2 trận hòa vào năm 1971–72 và 7 chiến thắng và 4 trận hòa vào năm 1994–95.
  - Manchester United có 5 chiến thắng và 6 trận hòa vào năm 1998–99 và 9 chiến thắng và 4 trận hòa vào năm 2007–08
- Năm câu lạc bộ đã làm điều này một lần:
  - Inter Milan có 7 chiến thắng và 2 trận hòa vào năm 1963–64.
  - Nottingham Forest có 6 chiến thắng và 3 trận hòa vào năm 1978–79.
  - Red Star Belgrade có 5 chiến thắng và 4 trận hòa vào năm 1990–91.
  - Marseille có 7 chiến thắng và 4 trận hòa vào năm 1992–93.
  - Barcelona có 9 chiến thắng và 4 trận hòa vào năm 2005–06.
- Đội vô địch cúp châu Âu với ít trận thắng nhất là PSV Eindhoven (1987–88), chỉ giành được ba chiến thắng trong cả giải đấu (không bao gồm trận nào từ vòng tứ kết trở đi).
- Đội vô địch Champions League với ít trận thắng nhất là Manchester United (1998–99), với 5 trận thắng.
- Ba đội đã vô địch Champions League với số trận thua nhiều nhất, bao gồm: Liverpool (2018–19), Milan (2002–03) và Real Madrid (1999– 2000), đều để thua bốn trận.

### Tỉ lệ thắng trận chung kết

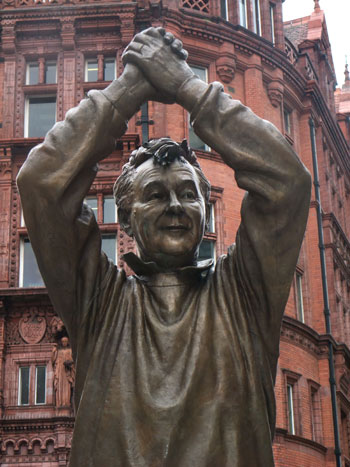
Tượng của Brian Clough, huấn luyện viên Nottingham Forest trong các năm 1979 và 1980

- Chỉ có hai câu lạc bộ xuất hiện trong trận chung kết Cúp C1 / Champions League nhiều hơn một lần với tỷ lệ thắng 100%:
  - Nottingham Forest (1979, 1980)
  - Porto (1987, 2004)
- Bốn câu lạc bộ đã xuất hiện trong trận chung kết một lần duy nhất một lần và giành chiến thắng:
  - Feyenoord (1970)
  - Aston Villa (1982)
  - PSV Eindhoven (1988)
  - Red Star Belgrade (1991)
- Có 18 câu lạc bộ đã chơi ít nhất một trận chung kết, nhưng chưa bao giờ giành chiến thắng. Chỉ có ba trong số này đã xuất hiện trong trận chung kết nhiều hơn một lần và không giành một chiến thắng nào:
  - Reims (1956, 1959)
  - Valencia (2000, 2001)
  - Atlético Madrid (1974, 2014, 2016)
- Trong số 22 đội đã vô địch, chỉ có hai đội có số lần về nhì nhiều hơn số lần vô địch:
  - Juventus có 2 chiến thắng (1985, 1996) và 7 trận thua (1973, 1983, 1997, 1998, 2003, 2015, 2017)
  - Benfica có 2 chiến thắng (1961, 1962) và 5 trận thua (1963, 1965, 1968, 1988, 1990)

### Chuỗi xuất hiện liên tiếp dài nhất
- Chuỗi xuất hiện liên tiếp ở Cúp C1 châu Âu - 15 lần: Real Madrid (từ 1955–56 tới 1969–70)
- Chuỗi xuất hiện liên tiếp UEFA Champions League - 23 lần: Real Madrid (từ 1997–98 tới 2019–20)
- Chuỗi xuất hiện liên tiếp ở chung kết Cúp C1 châu Âu - 5 lần: Real Madrid (từ 1956 tới 1960)
- Chuỗi xuất hiện liên tiếp ở chung kết UEFA Champions League - 3 lần:
  - Milan (từ 1993 tới 1995)
  - Juventus (từ 1996 tới 1998)
  - Real Madrid (từ 2016 tới 2018)
- Nhiều lần tham dự các trận bán kết nhất - 8 lần: Real Madrid (từ 2010–11 tới 2017–18)
- Nhiều lần tham dự các trận tứ kết nhất - 12 lần: Barcelona (từ 2007–08 tới 2018–19)

### Đồng thời giành các danh hiệu khác
Xem thêm: Cú ăn ba (bóng đá)

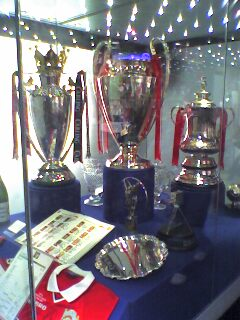
Manchester United won a treble in 1999: the Premier League, Champions League và FA Cup (left to right); the English club also won the 1999 Intercontinental Cup.

Mặc dù không phải là một thành tích được chính thức công nhận, 7 câu lạc bộ đã đạt được danh hiệu vô địch Champions League/Cúp C1 châu Âu, giải đấu nội địa ở cấp cao nhất, cúp nội địa trong cùng một mùa giải, thường được gọi là "cú ăn ba":
- Celtic năm 1967, giành Cúp C1 châu Âu, Giải bóng đá ngoại hạng Scotland, và Cúp quốc gia Scotland.
- Ajax năm 1972, giành Cúp C1 châu Âu, Eredivisie (Giải VĐQG Hà Lan), và Cúp KNVB.
- PSV Eindhoven năm 1988, giành Cúp C1 châu Âu, Eredivisie (Giải VĐQG Hà Lan), và Cúp KNVB.
- Manchester United năm 1999, vô địch Premier League, Cúp FA, và Champions League.
- Barcelona năm 2009, bao gồm La Liga, Copa del Rey, và Champions League.
- Inter Milan năm 2010, bao gồm Serie A, Coppa Italia, và Champions League.
- Bayern Munich năm 2013, vô địch Bundesliga,  DFB-Pokal và Champions League.
- Barcelona năm 2015 với cú ăn ba thứ hai, bao gồm La Liga, Copa del Rey, và Champions League.
- Bayern Munich năm 2020 với cú ăn ba thứ hai, vô địch Bundesliga,  DFB-Pokal và Champions League.
- Manchester City năm 2023, bao gồm Premier League, Cúp FA và Champions League.

Liverpool năm 1984 vô địch Football League First Division và Cúp C1 châu Âu. Tuy nhiên, "cú ăn ba" này bao gồm cả Cúp Liên đoàn Anh, thay vì Cúp FA.
Bayern Munich năm 2001 vô địch Bundesliga và Champions League. Tuy nhiên, "cú ăn ba" này bao gồm cả Cúp Liên đoàn bóng đá Đức, thay vì DFB-Pokal.
Ngoài cú ăn ba này, một số trong những câu lạc bộ trên đã giành được những chiếc cúp khác. Tuy nhiên, hầu hết những chiếc cúp này đã giành được về mặt kỹ thuật vào năm sau sau khi kết thúc các giải đấu trong nước hoặc quốc tế thông thường vào năm trước. Also, several domestic cups may not have been extant at the time that equivalent cups were won by clubs of other nations, and in some cases they remain so. Furthermore, there is much variance in the regard with which several cups are taken both over time and between nations. Regardless, the following clubs all won competitions further to the treble mentioned above:
- Celtic also won their secondary domestic cup competition, the Scottish League Cup, in the 1966–67 season concurrently with the treble of cups mentioned previously (sometimes colloquially referred to as a part of "the quadruple"), thus making their achievement unique in this respect to every other club.
- Ajax also won the Intercontinental Cup (the predecessor of the FIFA Club World Cup and the de facto premier global club cup) and the inaugural (and technically unofficial) UEFA Super Cup the following season, forming part of a quintuple of Cup successes; they thus won all available cups to them.
- Manchester United won the Intercontinental Cup the following season, winning a quadruple of cups.
- Barcelona won the FIFA Club World Cup, the European Super Cup, and the Supercopa de España the following season, making it a sextuple of cup successes, and thus winning all available cups to them.
- Inter Milan completed The Quintuple by winning Serie A, the Coppa Italia, the Champions League, the FIFA Club World Cup, and the Supercoppa Italiana.
- Bayern Munich cũng đã giành được Siêu cúp Đức vào đầu mùa giải 2012–13, giành được gấp bốn lần số cúp.

Juventus, Ajax, Bayern Munich, Chelsea và Manchester United cũng là những đội duy nhất đã giành được ba danh hiệu chính thức của UEFA bao gồm: UEFA Champions League/Cúp C1 châu Âu, UEFA Cup Winners' Cup, và UEFA Cup/Europa League.
Juventus là CLB đầu tiên trong lịch sử - và vẫn là CLB duy nhất hiện tại - đã dành được tất cả các danh hiệu chính thức ở cấp độ châu lục và quốc tế
Chelsea là CLB đầu tiên giữ đồng thời hai chiếc cúp UEFA Champions League (2011-12) và UEFA Europa League (2012-13) (theo quy định của UEFA, đội vô địch UEFA Champions League có quyền giữ chiếc cúp thật trong vòng một năm trước khi trao lại cho UEFA "trong tình trạng nguyên xi" (nếu hư hại sẽ bị phạt nặng), một tháng trước trận chung kết lần sau)

### Chiến thắng đậm nhất
- Các đội sau đây đã thắng một trận với cách biệt 10 bàn trở lên ở các vòng sơ loại của Cúp C1 châu Âu:
  - Dinamo București thắng Crusaders 11–0 mùa giải 1973–74
  - Feyenoord thắng KR Reykjavík 12–2 mùa giải 1969–70
  - Manchester United thắng Anderlecht 10–0 mùa giải 1956–57
  - Ipswich Town thắng Floriana 10–0 mùa giải 1962–63
  - Benfica thắng Stade Dudelange 10–0 mùa giải 1965–66
  - Leeds United thắng Lyn 10–0 mùa giải 1969–70
  - Borussia Mönchengladbach thắng EPA Larnaca 10–0 mùa giải 1970–71
  - Ajax thắng Omonia 10–0 mùa giải 1979–80
- Tỷ số chiến thắng cách biệt nhất ở thể thức Champions League hiện tại là 10–0:
  - HJK Helsinki thắng Bangor City tại vòng loại thứ hai mùa giải 2011–12
- Tỷ số chiến thắng cách biệt nhất sau các vòng sơ loại ở một trong hai đối thủ là 8–0:
  - Real Madrid thắng Sevilla ở tứ kết mùa giải 1957–58
  - Liverpool thắng Beşiktaş ở vòng bảng mùa giải 2007–08
  - Real Madrid thắng Malmö FF ở vòng bảng mùa giải 2015–16
- The largest margin of victory in the knockout stage in the current Champions League format is 7–0:
  - Bayern Munich thắng Basel ở vòng 1/8 mùa giải 2011–12
  - Bayern Munich thắng Shakhtar Donetsk ở vòng 1/8 mùa giải 2014–15
  - Manchester City thắng Schalke 04 ở vòng 1/8 mùa giải 2018–19
- The largest margin of victory in a final is four goals:
  - Real Madrid thắng Eintracht Frankfurt 7–3 mùa giải 1959–60
  - Bayern Munich thắng Atlético Madrid 4–0 mùa giải 1973–74 (replay)
  - Milan thắng Steaua București 4–0 mùa giải 1988–89
  - Milan thắng Barcelona 4–0 mùa giải 1993–94
- The largest margin of victory in an away match is seven goals:
  - Žilina 0–7 Marseille mùa giải 2010–11
  - BATE Borisov 0–7 Shakhtar Donetsk mùa giải 2014–15
  - Maribor 0–7 Liverpool mùa giải 2017–18

### Biggest two leg wins
- Benfica hold the overall record for highest aggregate win. They thắng Stade Dudelange 18–0 in the preliminary round in 1965–66: 8–0 away score and 10–0 at home.[9]
- As for the group stage, record belongs to Shakhtar Donetsk, who beat BATE Borisov 12–0 (7–0 away, 5–0 at home) in 2014–15. Including the preliminary rounds, HJK Helsinki hold the Champions League era record by beating Bangor City 13–0 (3–0, 10–0) in 2011–12.
- Bayern Munich hold the biggest margin of overall home and away result in the Champions League era in play-off. They beat Sporting CP 12–1 (5–0, 7–1) in the round of 16 in 2008–09.
- Real Madrid hold the record for the biggest win in a quarter-final, beating Sevilla 10–2 (8–0, 2–2) in 1957–58. During the Champions League era, Bayern Munich hold the record by beating Kaiserslautern 6–0 (2–0, 4–0) in 1998–99.
- Eintracht Frankfurt hold the record for the biggest win in a semi-final, beating Rangers 12–4 (6–1, 6–3) in 1959–60. During the Champions League era, Bayern Munich hold the record by beating Barcelona 7–0 (4–0, 3–0) in 2012–13.

### Deciding drawn ties

#### Play-offs
- The first play-off was Borussia Dortmund beating Spora Luxembourg 7–0 in the preliminary round in 1956–57 after the two first games tied 5–5 (4–3, 1–2).
- The last play-off match was Ajax beating Benfica 3–0 in the quarter-final in 1968–69 after the two first games tied 4–4 (1–3, 3–1). Ajax later progressed to the final.
- The first (and only) replayed final was in 1974, with Bayern Munich beating Atlético Madrid 4–0 after 1–1 in the first meeting.
- A total of 32 play-offs have been played. Real Madrid is the only team to have won three times, in 1956–57, 1958–59 và 1961–62, later progressing to the final on all three occasions. Feyenoord is the only team to win two play-offs in the same season, beating Servette và Vasas in 1962–63, while Wismut Karl Marx Stadt và Atlético Madrid have played the most play-offs with four each.

#### Coin toss
- The first coin toss was in 1957–58, with Wismut Karl Marx Stadt beating Gwardia Warsaw after the play-off was abandoned after 100 minutes due to floodlight power failure.
- Zürich won a coin toss against Galatasaray in 1963–64 after their play-off match ended 2–2. This was the first time this rule was used for a tie played to completion.
- The last season using a coin toss was 1969–70, with Galatasaray beating Spartak Trnava và Celtic beating Benfica, both in the second round. Celtic later progressed to the final.
- A total of 7 European Cup ties were decided by a coin toss, Galatasaray being the only team to be involved twice, with one win and one loss.

#### Away goals
- The away goals rule was introduced in 1967–68, with Valur beating Jeunesse Esch 4–4 (1–1, 3–3) and Benfica beating Glentoran 1–1 (1–1, 0–0), both in the first round. Benfica later progressed to the final.
- In 2002–03, Milan và Inter Milan met in the semi-final. Sharing the same stadium (Giuseppe Meazza), they played 0–0 in the first tie and 1–1 in the second. However, Milan were the designated away side in the latter, and so became the only team to win on "away" goals without having scored a goal away from their own stadium. They later went on to win the final against Juventus.
- Milan và Paris Saint-Germain are the only teams to have advanced on the away goals rule after extra time. In the semi-final against Bayern Munich in 1989–90, Milan won 1–0 at home and were 1–0 down after 90 minutes in the second leg. Both teams scored one goal each in the extra time, giving Milan the victory on away goals. They later went on to win the final against Benfica. In the round of 16 against Chelsea in 2014–15, PSG drew 1–1 at home and away. Both teams scored one goal each in extra time, giving PSG the victory on away goals.

#### Penalty shootout

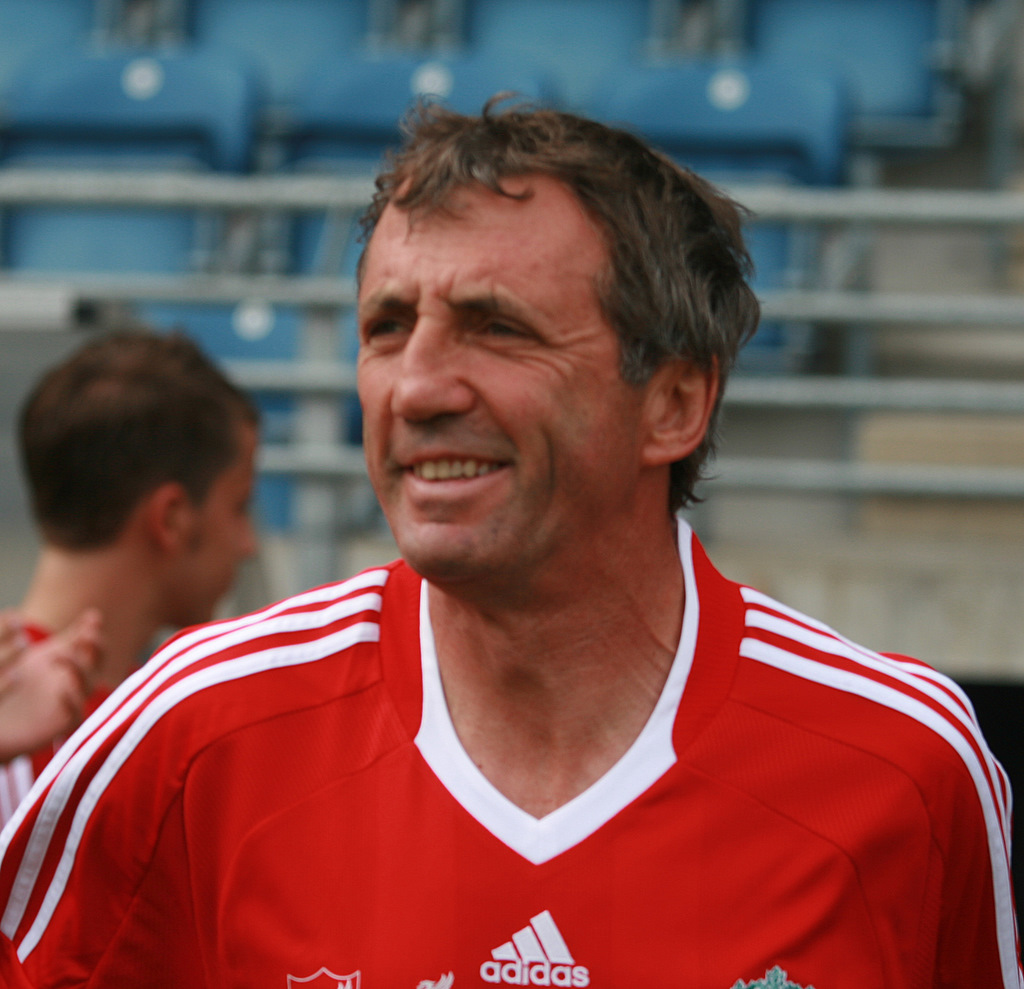
Alan Kennedy scored the decisive penalty kick in 1984.

- The first penalty shootout in the European Cup was between Everton và Borussia Mönchengladbach on ngày 4 tháng 11 năm 1970, after both games ended 1–1. Gladbach's Klaus-Dieter Sieloff was the first player to score on a penalty kick, while Everton's Joe Royle was the first to miss. Everton went on to win 4–3 with Sandy Brown scoring the decisive goal.
- The first penalty shootout in a final was between Liverpool và Roma in the 1984 final after 1–1 (a.e.t.). Roma's Agostino Di Bartolomei was the first player to score, while Liverpool's Steve Nicol was the first to miss. Liverpool went on to win 4–2 with Alan Kennedy scoring the deciding goal. Kennedy also scored the deciding goal in the 1981 final.
- 11 finals have been decided by a penalty shootout. Liverpool is the only team to have won more than once (1984 và 2005), while Juventus, Milan, Bayern Munich và Chelsea have won one and lost one. No team has lost twice.
- Barcelona, Bayern Munich and Atlético Madrid are the only teams to have been involved in two penalty shootouts in the same season. In 1985–86, Barcelona beat IFK Göteborg in the semi-finals, but lost to Steaua București in the final. In 2011–12, Bayern Munich beat Real Madrid in the semi-finals but lost to Chelsea in the final. In 2015–16, Atlético Madrid beat PSV Eindhoven in the Round of 16 but lost to Real Madrid in the final.
- Games ended with a penalty shoot-out in the Champions League era:[10]
  - Juventus 4–2 Ajax (1996 Final)
  - Bayern Munich 5–4 Valencia (2001 Final)
  - Milan 3–2 Juventus (2003 Final)
  - PSV Eindhoven 4–2 Lyon (2004–05 QF)
  - Liverpool 3–2 Milan (2005 Final)
  - Liverpool 4–1 Chelsea (2006–07 SF)
  - Fenerbahçe 3–2 Sevilla (2007–08 R16)
  - Schalke 04 4–1 Porto (2007–08 R16)
  - Manchester United 6–5 Chelsea (2008 Final)
  - Arsenal 7–6 Roma (2008–09 R16)
  - APOEL 4–3 Lyon (2011–12 R16)
  - Bayern Munich 3–1 Real Madrid (2011–12 SF)
  - Chelsea 4–3 Bayern Munich (2012 Final)
  - Atlético Madrid 3–2 Bayer Leverkusen (2014–15 R16)
  - Atlético Madrid 8–7 PSV Eindhoven (2015–16 R16)
  - Real Madrid 5–3 Atlético Madrid (2016 Final)
- Three teams involved in 3 penalty shoot-outs: Bayern Munich, Chelsea và Atlético Madrid.
- Three teams won 2 penalty shoot-outs: Bayern Munich (2 out of 3), Liverpool (2 out of 2) and Atlético Madrid (2 out of 3).
- Two teams had lost 2 penalty shoot-outs: Chelsea (2 out of 3) and Lyon (2 out of 2).

#### Most converted penalties
- Top three teams which have converted most penalties (excluding penalty shoot-outs) in the competition:[11]
  - Bayern Munich: 25 out of 33
  - Barcelona: 24 out of 32
  - Real Madrid: 22 out of 30

#### Hiệp phụ
- 17 finals have gone to extra time. One was replayed, eleven went to penalty shootout, while the remaining five were decided after 120 minutes:
  - Real Madrid beat Milan 3–2 in 1958
  - Manchester United beat Benfica 4–1 in 1968
  - Feyenoord beat Celtic 2–1 in 1970
  - Barcelona beat Sampdoria 1–0 in 1992
  - Real Madrid beat Atlético Madrid 4–1 in 2014

### Most goals in a match
- Feyenoord beat KR Reykjavík 12–2 in the first round in 1969–70. This is the overall record for all European Cup/Champions League matches.
- Borussia Dortmund beat Legia Warsaw 8–4 in the group stage in 2016–17. This is the record for the Champions League era.
- Real Madrid beat Eintracht Frankfurt 7–3 in the 1960 final. This is the overall record for all European Cup/Champions League finals.

### Trận hòa cao nhất
- The highest scoring draw is eight goals (four goals each):
  - Hamburg 4–4 Juventus in 2000–01
  - Chelsea 4–4 Liverpool in 2008–09
  - Bayer Leverkusen 4–4 Roma in 2015–16

### Không vô địch giải quốc nội
- Nottingham Forest là câu lạc bộ duy nhất vô địch Cúp C1 châu Âu nhiều lần (hai lần) hơn số lần họ vô địch giải quốc nội (một lần). Forest vô địch Giải VĐQG Anh năm 1978 trước khi vô địch Cúp C1 châu Âu ở 1979 và bảo vệ nó ở 1980. Nottingham Forest cũng là đội duy nhất từng vô địch Cúp C1 châu Âu trước đó nhưng sau đó bị xuống hạng ba của giải quốc gia của họ (trong 2005).
- Thể thức thi đấu đã được thay đổi trong 1997–98 để cho phép các đội không phải là nhà vô địch giải quốc nội của họ được thi đấu, cũng như đương kim vô địch được thi đấu trong giải đấu: tuy nhiên United đã vô địch giải quốc nội trong cùng mùa giải đó với tư cách là một phần của cú Treble. Kể từ đó đã có những nhà vô địch châu Âu chưa từng là nhà vô địch quốc nội hay châu lục đáng chú ý bao gồm: 
  - Manchester United – người chiến thắng cú ăn ba của 1999 là những đội vô địch đầu tiên của giải đấu mà không giành được chức vô địch quốc nội nào danh hiệu cũng như Cúp C1/Champions League mùa trước, tuy nhiên United đã vô địch giải quốc nội trong cùng mùa giải đó. Kể từ đó, Real Madrid (2000, 2014, 2016), Milan (2003 và 2007), Liverpool (2005), Barcelona (2009 và 2015), Chelsea (2012) và Bayern Munich (2013) đã đạt được thành tích này.
  - Chiến thắng Liverpool của 2019 đến 29 năm sau chức vô địch quốc nội trước đó của họ (1990). Đó là khoảng thời gian dài nhất mà bất kỳ nhà vô địch Champions League nào trải qua kể từ lần vô địch giải đấu trước đó của họ, phá kỷ lục về chức vô địch 2005, diễn ra 15 năm sau chức vô địch giải đấu cuối cùng của họ.
- Bayer Leverkusen (in 2002) is the only club to play in the final having never won their domestic league.
- There have been seven finals contested where both sides did not win their national league in the previous season:
  - 1999 – Manchester United (2nd) vs Bayern Munich (2nd)
  - 2000 – Real Madrid (2nd) vs Valencia (4th)
  - 2007 – Milan (3rd) vs Liverpool (3rd)
  - 2012 – Chelsea (2nd) vs Bayern Munich (3rd)
  - 2014 – Real Madrid (2nd) vs Atlético Madrid (3rd)
  - 2016 – Real Madrid (2nd) vs Atlético Madrid (3rd)
  - 2019 – Tottenham Hotspur (3rd) vs Liverpool (4th)

### Comebacks
- Newcastle United in 2002–03 is the only team to have progressed past the group stage after losing their first three games.[12] In their last game against Feyenoord, Craig Bellamy's injury time (90+1') goal secured the 3–2 victory and a place in the second group stage.
- Only eleven teams have progressed past the group stage after losing their first two games. Only Galatasaray and Tottenham Hotspur managed to advance past the Round of 16 in the tournament, however.
  - Dynamo Kyiv in 1999–2000, lost on head-to-head criteria in second group stage to Real Madrid despite having a better goal difference
  - Newcastle United và Bayer Leverkusen in 2002–03, placed 3rd and 4th in second group stage
  - Werder Bremen in 2005–06, lost to Juventus on away goals (4–4 agg) in the round of 16
  - Inter Milan in 2006–07,[13] lost to Valencia on away goals (2–2 agg) in the round of 16
  - Lyon in 2007–08, lost 1–2 to Manchester United in the round of 16
  - Panathinaikos in 2008–09, came back to win the group but lost 2–3 to Villarreal in the round of 16
  - Marseille in 2010–11, lost 1–2 to Manchester United in the round of 16
  - Galatasaray in 2012–13, lost 3–5 to Real Madrid in the quarter-finals
  - Arsenal in 2015–16, lost 1–5 to Barcelona in the round of 16
  - Tottenham Hotspur in 2018–19, lost 0–2 to Liverpool in the final
- In 1994–95, defending champions Milan started the group stage with a loss and a win, but were deducted two points for crowd trouble against Casino Salzburg on matchday two. With 0 points after two games, they still managed to advance from the group and later to the final, where they lost to Ajax.
- Only Juventus 1998–99 have progressed past the group stage without winning any of their first five games (five draws).

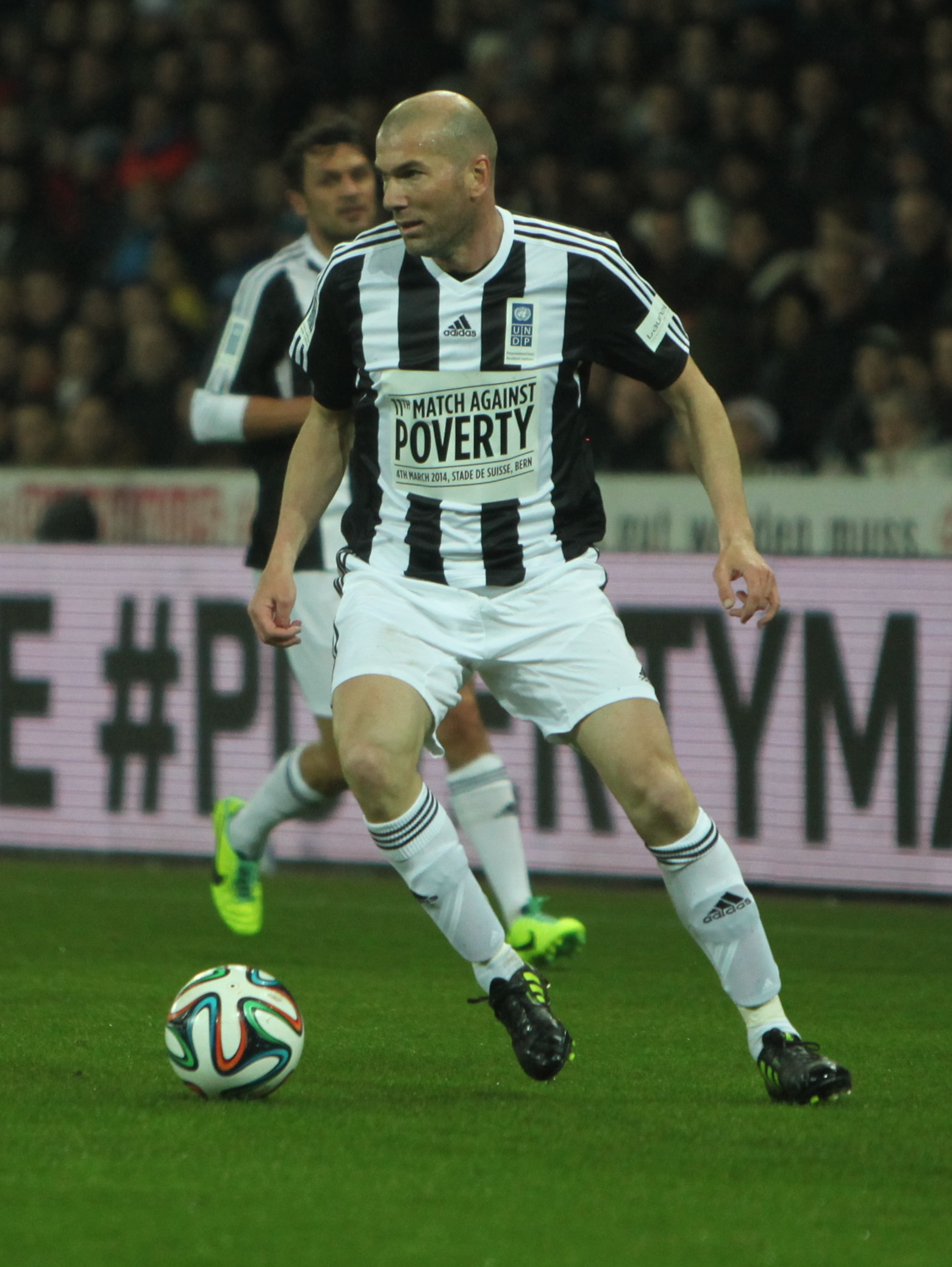
Zinedine Zidane và Juventus drew their first five games in 1998–99.

- Only two teams have progressed past the group stage without winning any of their first four games:
  - Lokomotiv Moscow lost three and drew one in 2002–03 (first group stage)
  - Manchester City lost two and drew two in 2014–15
- The following teams have progressed past the group stage without winning any of their first three games:
  - Dynamo Kyiv lost one and drew two in 1998–99
  - Dynamo Kyiv lost two and drew one in 1999–2000
  - Fiorentina lost one and drew two in 1999–2000
  - Feyenoord drew their first five games in 1999–2000
  - Liverpool lost one and drew two in 2001–02 (second group stage)
  - Newcastle United lost their first three games in 2002–03
  - Arsenal lost two and drew one in 2003–04
  - Celta Vigo lost one and drew two in 2003–04
  - Porto lost two and drew one in 2004–05
  - Werder Bremen lost two and drew one in 2005–06
  - Villarreal drew three in 2005–06
  - Liverpool lost two and drew one in 2007–08
  - Panathinaikos lost two and drew one in 2008–09
  - Inter Milan drew three in 2009–10
  - VfB Stuttgart lost one and drew two in 2009–10
  - Juventus drew three in 2012–13
  - Galatasaray lost two and drew one in 2012–13
  - Tottenham Hotspur lost two and drew one in 2018–19
- 18 teams have lost the first leg of a knockout match with three goals, but still managed to qualify for the next round:
  - Milan lost 5–2 to Rapid Wien in the preliminary round 1957–58, but won 4–1 in the second leg and 4–2 in the play-off
  - Schalke 04 lost 3–0 to KB in the first round 1958–59, but won 5–2 in the second leg and 3–1 in the play-off
  - Jeunesse Esch lost 4–1 to Haka in the preliminary round 1963–64, but won 4–0 in the second leg and 5–4 on aggregate
  - Partizan lost 4–1 to Sparta Prague in the quarter-final 1965–66, but won 5–0 in the second leg and 6–4 on aggregate
  - Panathinaikos lost 4–1 to Red Star Belgrade in the semi-final 1970–71, but won 3–0 in the second leg and progressed to the final on away goals
  - Saint-Étienne lost 4–1 to Hajduk Split in the second round 1974–75, but won 5–1 in the second leg and 6–5 on aggregate
  - Real Madrid lost 4–1 to Derby County in the second round 1975–76, but won 5–1 in the second leg and 6–5 on aggregate
  - Barcelona lost 3–0 to Gothenburg in the semi-final 1985–86, but won 3–0 in the second leg and 5–4 on penalties
  - Werder Bremen lost 3–0 to Dynamo Berlin in the first round 1988–89, but won 5–0 in the second leg and 5–3 on aggregate
  - Galatasaray lost 3–0 to Neuchâtel Xamax in the second round 1988–89, but won 5–0 in the second leg and 5–3 on aggregate
  - Leeds United lost 3–0 to Stuttgart in the first round 1992–93, but was awarded a score of 3–0 in the second leg and won 2–1 in the play-off
  - Copenhagen lost 3–0 to Linfield in the first round 1993–94, but won 4–0 (aet) in the second leg and 4–3 on aggregate
  - Paris Saint-Germain lost 3–0 to Steaua București in the second qualifying round 1997–98, but won 5–0 in the second leg and 5–3 on aggregate
  - Widzew Łódź lost 4–1 to Litex Lovech in the second qualifying round 1999–2000, but won 4–1 in the second leg and 3–2 on penalties
  - KF Tirana lost 3–0 to Dinamo Tbilisi in the first qualifying round 2003–04, but won 3–0 in the second leg and 4–2 on penalties
  - Deportivo La Coruña lost 4–1 to Milan in the quarter-final 2003–04, but won 4–0 in the second leg and 5–4 on aggregate
  - Roma lost 4–1 to Barcelona in the quarter-final 2017–18, but won 3–0 in the second leg and went through on away goals
  - Liverpool lost 3–0 to Barcelona in the semi-final 2018–19, but won 4–0 in the second leg and 4–3 on aggregate
- Only one team has lost the first leg of a knockout match by four goals, but still managed to qualify for the next round:
  - Barcelona lost 4–0 to Paris Saint-Germain in the first leg of the round of 16 in the 2016–17 UEFA Champions League, but won 6–1 in the second leg to win 6–5 on aggregate.[14]
- Only one team has lost the first leg of a knockout match at home by two goals, but still managed to qualify for the next round:
  - Manchester United lost 2–0 to Paris Saint-Germain in the first leg of the round of 16 in the 2018–19 UEFA Champions League at Old Trafford, but won 3–1 in the second leg at the Sân vận động Công viên các Hoàng tử to win on away goals following a 3–3 scoreline on aggregate.[15]  Including the European Cup era, only Ajax managed this feat, winning a play-off match they forced in the 1968–69 European Cup quarter-finals against Benfica after losing 1–3 in the first leg at home and winning 3–1 in the second leg away.[16]

### Defence
- Arsenal hold the record for the most consecutive clean sheets with ten in 2005–06. They went without conceding a goal for 995 minutes between September 2005 and May 2006.[17] The run started after Markus Rosenberg's goal for Ajax after 71 minutes on matchday two of the group stage, continued with four group stage games and six games in the knockout rounds, and ended with Samuel Eto'o's goal for Barcelona after 76 minutes in the final. The 995 minutes were split between two goalkeepers, Jens Lehmann with 648 and Manuel Almunia with 347 minutes.
- Manchester United hold the record for the longest run without conceding from the start of a campaign, with 481 minutes in 2010–11. The run ended with Pablo Hernández's goal for Valencia after 32 minutes on matchday six of the group stage.
- Manchester United in 2010–11 is the only team to play six away games in a single Champions League season without conceding a goal.

### Defending the trophy
A total of 64 tournaments have been played, 37 in the European Cup era (1955–56 to 1991–92) and 27 in the Champions League era (1992–93 to 2018–19). 15 of the 63 attempts to defend the trophy (23.81%) have been successful, split between 8 teams. These are:
- Real Madrid on 6 attempts out of 13 (1956–57, 1957–58, 1958–59, 1959–60, 2016–17, 2017–18)
- Benfica on 1 attempt out of 2 (1961–62)
- Inter Milan on 1 attempt out of 3 (1964–65)
- Ajax on 2 attempts out of 4 (1971–72, 1972–73)
- Bayern Munich on 2 attempts out of 5 (1974–75, 1975–76)
- Liverpool on 1 attempt out of 5 (1977–78)
- Nottingham Forest on 1 attempt out of 2 (1979–80)
- Milan on 1 attempt out of 7 (1989–90).

Between the two eras of this competition, this breaks down as:
- Of the 36 attempts in European Cup era: 13 successful (36.1%)
- Of the 27 attempts in the Champions League era: 2 successful (7.41%)

The only team to successfully defend the trophy in the Champions League era is Real Madrid (twice), who won in 2015–16, 2016–17 và 2017–18.
The teams closest to defending the trophy in the Champions League era but who were unsuccessful, all making it to the final:
- Milan in 1994–95
- Ajax in 1995–96
- Juventus in 1996–97
- Manchester United in 2008–09

Of the 22 teams that have won the trophy, 14 have never defended it. Only four of these have won the trophy more than once, and so have had more than one attempt to do so. These are:
- Barcelona on 5 attempts: Lost to CSKA Moscow in the second round in 1992–93, to Liverpool in the round of 16 in 2006–07, to Inter Milan in the semi-final in 2009–10, to Chelsea in the semi-final in 2011–12 and to Atlético Madrid in the quarter-final in 2015–16.
- Manchester United on 3 attempts: Lost to Milan in the semi-final in 1968–69, to Real Madrid in the quarter-final in 1999–2000 and to Barcelona in the final in 2008–09.
- Juventus on 2 attempts: Lost to Barcelona in the quarter-final in 1985–86 and to Borussia Dortmund in the final in 1996–97.
- Porto on 2 attempts: Lost to Real Madrid in the second round in 1987–88 and to Inter Milan in the round of 16 in 2004–05.

During the Champions League era, only one title holder has failed to qualify from the group stage:
- Chelsea in 2012–13

### Nationalities
- Benfica twice won the competition (1961 and 1962) with a team consisting entirely of Portuguese players, although some of them had been born in Portuguese African colonies, then Overseas Provinces of Portugal but now independent nations.
- Celtic won the competition in 1967 with their entire squad born within a 30-mile radius of Celtic Park, their home ground.
- Nottingham Forest (1979 and 1980) won twice with a team consisting of players from Anh, Scotland và Northern Ireland (Martin O'Neill played in the 1980 final).
- Liverpool won in 1981 with a team consisting of players from Anh và Scotland.
- Aston Villa also won the European Cup (1982) with a team consisting entirely of players from Anh và Scotland.
- Arsenal are believed to be the first club in Champions League history to have fielded 11 players of different nationality at the same time, in their 2–1 win away to Hamburg on ngày 13 tháng 9 năm 2006. The Arsenal team, after the 28th minute substitution of Kolo Touré, was: Jens Lehmann (Germany), Emmanuel Eboué (Ivory Coast), Johan Djourou (Switzerland), Justin Hoyte (England), William Gallas (France), Tomáš Rosický (Czech Republic), Gilberto Silva (Brazil), Cesc Fàbregas (Spain), Alexander Hleb (Belarus), Emmanuel Adebayor (Togo) and Robin van Persie (Netherlands).[18]

### Countries
- Only on seven occasions has the final of the tournament involved two teams from the same country:
  - 2000 Spain: Real Madrid vs Valencia 3–0
  - 2003 Italy: Milan vs Juventus 0–0 (3–2 pen.)
  - 2008 England: Manchester United vs Chelsea 1–1 (6–5 pen.)
  - 2013 Germany: Bayern Munich vs Borussia Dortmund 2–1
  - 2014 Spain: Real Madrid vs Atlético Madrid 4–1
  - 2016 Spain: Real Madrid vs Atlético Madrid 1–1 (5–3 pen.)
  - 2019 England: Liverpool vs Tottenham Hotspur 2–0
- In addition to the 7 finals, 28 meetings between teams from the same country have been played:
  - 12 meetings from the English league:
    - 1978–79 Nottingham Forest – Liverpool, first round, 2–0 (2–0, 0–0)
    - 2003–04 Chelsea – Arsenal, quarter-final, 3–2 (1–1, 2–1)
    - 2004–05 Liverpool – Chelsea, semi-final, 1–0 (0–0, 1–0)
    - 2005–06 Liverpool – Chelsea, group stage, 0–0 and 0–0
    - 2006–07 Liverpool – Chelsea, semi-final, 1–1 (1–0, 0–1) 4–1 pen.
    - 2007–08 Liverpool – Arsenal, quarter-final, 5–3 (1–1, 4–2)
    - 2007–08 Chelsea – Liverpool, semi-final, 4–3 (1–1, 3–2)
    - 2008–09 Chelsea – Liverpool, quarter-final, 7–5 (3–1, 4–4)
    - 2008–09 Manchester United – Arsenal, semi-final, 4–1 (1–0, 3–1)
    - 2010–11 Manchester United – Chelsea, quarter-final, 3–1 (1–0, 2–1)
    - 2017–18 Liverpool – Manchester City, quarter-final, 5–1 (3–0, 2–1)
    - 2018–19 Tottenham Hotspur – Manchester City, quarter-final, 4–4 (1–0, 3–4), Tottenham Hotspur won on "away" goals

  - 11 meetings from the Spanish league:
    - 1957–58 Real Madrid – Sevilla, quarter-final, 10–2 (8–0, 2–2)
    - 1958–59 Real Madrid – Atlético Madrid, semi-final, 2–2 (2–1, 0–1), 2–1 in play-off
    - 1959–60 Real Madrid – Barcelona, semi-final, 6–2 (3–1, 3–1)
    - 1960–61 Barcelona – Real Madrid, first round, 4–3 (2–2, 2–1)
    - 1999–2000 Valencia – Barcelona, semi-final, 5–3 (4–1, 1–2)
    - 2001–02 Real Madrid – Barcelona, semi-final, 3–1 (2–0, 1–1)
    - 2010–11 Barcelona – Real Madrid, semi-final, 3–1 (2–0, 1–1)
    - 2013–14 Atlético Madrid – Barcelona, quarter-final, 2–1 (1–1, 1–0)
    - 2014–15 Real Madrid – Atlético Madrid, quarter-final, 1–0 (0–0, 1–0)
    - 2015–16 Atlético Madrid – Barcelona, quarter-final, 3–2 (1–2, 2–0)
    - 2016–17 Real Madrid – Atlético Madrid, semi-final, 4–2 (3–0, 1–2)

  - 3 meetings from the Italian league:
    - 1985–86 Juventus – Hellas Verona, second round, 2–0 (0–0, 2–0)
    - 2002–03 Milan – Inter Milan, semi-final, 1–1 (0–0, 1–1), Milan won on "away" goals
    - 2004–05 Milan – Inter Milan, quarter-final, 5–0 (2–0, 3–0 (match forfeited))

  - 2 meetings from the German league:
    - 1997–98 Borussia Dortmund – Bayern Munich, quarter-final, 1–0 (0–0, 1–0)
    - 1998–99 Bayern Munich – Kaiserslautern, quarter-final, 6–0 (2–0, 4–0)

  - 1 meeting from the French league:
    - 2009–10 Lyon – Bordeaux, quarter-final, 3–2 (3–1, 0–1)
- 2007–08 was the first season that four teams from the same country reached the quarter-final stage, England's Arsenal, Chelsea, Liverpool và Manchester United. This feat was repeated by the same teams in the 2008–09 season, and in 2018–19, Liverpool, Manchester City, Manchester United và Tottenham Hotspur reached the quarter-finals.
- Spain, Italy and England (3 times) have provided the highest number of representatives in the semi-finals in one season with three:
  - Spain in 1999–2000: Real Madrid, Barcelona và Valencia
  - Italy in 2002–03: Inter Milan, Milan và Juventus
  - England in 2006–07, 2007–08 và 2008–09: Manchester United, Chelsea và Liverpool (2006–07 and 2007–08), Manchester United, Chelsea và Arsenal (2008–09)
- The country providing the highest number of wins is Spain with 18 victories, shared by two teams, Real Madrid (13) and Barcelona (5).
- The country playing the highest number of finals is Italy with 27 (in 2003 both finalists were from Italy: Milan và Juventus).
- England has provided the highest number of winning clubs with five: Liverpool, Manchester United, Nottingham Forest, Aston Villa và Chelsea.
- England has also provided the highest number of different finalists, with eight: The five winners, plus Leeds United, Arsenal và Tottenham Hotspur.
- England has also provided the highest number of different semi-finalists, with ten: The eight finalists, plus Derby County và Manchester City.
- England and Spain has also provided the highest number of participants in the competition in one season: Five.
  - England (twice) in (2005–06): Arsenal, Chelsea, Everton, Liverpool và Manchester United, and in (2017–18): Chelsea, Liverpool, Manchester City, Manchester United và Tottenham Hotspur.
  - Spain (twice) in (2015–16): Atlético Madrid, Barcelona, Real Madrid, Sevilla và Valencia, and in (2016–17): Atlético Madrid, Barcelona, Real Madrid, Sevilla và Villarreal.
- In 2017–18, Anh became the first country to have five representatives in the knockout phase: Chelsea, Liverpool, Manchester City, Manchester United và Tottenham Hotspur.
- In the 2018–19 season, England became the first country to have all the final places in Europe's two major competitions: Liverpool và Tottenham Hotspur in the 2019 UEFA Champions League Final, and Arsenal và Chelsea in the 2019 UEFA Europa League Final.[19]

### Cities
- On two occasions has the final of the tournament involved two teams from the same city:
  - 2014 Spain: Real Madrid vs Atlético Madrid
  - 2016 Spain: Real Madrid vs Atlético Madrid
- Apart from Milan, three cities have been represented by more than one team in the final:
  - Madrid has been represented by two clubs in 17 finals, with thirteen wins (1956, 1957, 1958, 1959, 1960, 1966, 1998, 2000, 2002, 2014, 2016, 2017, 2018) and three losses (1962, 1964, 1981) for Real Madrid, and three losses for Atlético Madrid in (1974, 2014, 2016).
  - Belgrade, Yugoslavia, (now Belgrade, Serbia) has one win for Red Star Belgrade in 1991 and a loss for Partizan in 1966.
  - London has been represented by Arsenal (runners-up in 2006), Chelsea (runners-up in 2008 and winners in 2012) and Tottenham Hotspur (runners-up in 2019).
- Athens and London are the only cities that have been represented in the group stage by three teams in the same season: Olympiacos, Panathinaikos và AEK Athens in 2003–04, and Chelsea, Arsenal, and Tottenham Hotspur in 2010–11 respectively.
- London is the only city to be represented in the knockout stage by three teams in the same season when Arsenal, Chelsea và Tottenham Hotspur all progressed to the first knockout round in 2010–11.
- England is the only country with teams who have won the Cup from five cities:
  - Liverpool, Liverpool
  - Manchester, Manchester United
  - Nottingham, Nottingham Forest
  - Birmingham, Aston Villa
  - London, Chelsea
- Only eight derbies between teams of the same city have ever been played:
  - 1958–59 Real Madrid vs Atlético Madrid (semi-final)
  - 2002–03 Inter Milan vs Milan (semi-final)
  - 2003–04 Chelsea vs Arsenal (quarter-final)
  - 2004–05 Inter Milan vs Milan (quarter-final) – the second leg was abandoned because of disturbances among the Inter fans.
  - 2013–14 Real Madrid vs Atlético Madrid (final)
  - 2014–15 Real Madrid vs Atlético Madrid (quarter-final)
  - 2015–16 Real Madrid vs Atlético Madrid (final)
  - 2016–17 Real Madrid vs Atlético Madrid (semi-final)
- The 2002–03 semi-final between Milan and Inter Milan was the first time both games of a two-legged tie were played in the same stadium (San Siro). The teams share the stadium as their home venue. Milan won by the "away goals" rule. The teams also played each other in the same stadium in the 2004–05 quarter-final.

### Specific group stage records
- Most goals scored in a group stage: 25
  - Paris Saint-Germain (2017–18)
- Fewest goals scored in a group stage: 0
  - Deportivo La Coruña (2004–05)
  - Maccabi Haifa (2009–10)
  - Dinamo Zagreb (2016–17)
- Fewest goals conceded in a group stage: 1
  - Milan (1992–93)
  - Ajax (1995–96)
  - Juventus (1996–97 và 2004–05)
  - Villarreal (2005–06)
  - Liverpool (2005–06)
  - Chelsea (2005–06)
  - Manchester United (2010–11)
  - Monaco (2014–15)
  - Paris Saint-Germain (2015–16)
  - Barcelona (2017–18)
- Most goals conceded in a group stage: 24
  - BATE Borisov (2014–15)
  - Legia Warsaw (2016–17)
- Highest goal difference in a group stage: +21
  - Paris Saint-Germain (2017–18)
- Lowest goal difference in a group stage: –22
  - BATE Borisov (2014–15)

#### 6 wins

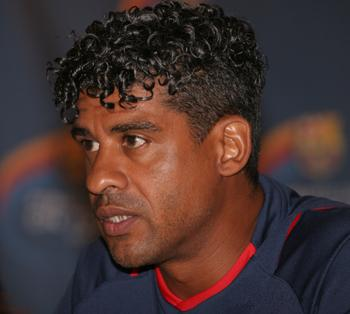
Frank Rijkaard và Milan won all six group stage matches in 1992–93.

Five clubs have won all their games in a group stage.
Real Madrid are the first and only club to achieve this feat twice in 2011–12 và 2014–15.
- Milan, 1992–93
- Paris Saint-Germain, 1994–95
- Spartak Moscow, 1995–96
- Barcelona, 2002–03 (First group stage)
- Real Madrid, 2011–12, 2014–15

#### 6 draws
Only one club has drawn all their games in a group stage:
- AEK Athens, 2002–03 (First group stage, finished 3rd and advanced to UEFA Cup)

#### 6 losses
In the history of the Champions League, the following clubs have lost all 6 group stage matches:
- Košice (1997–98) ended the group stage losing all 6 matches with a goal difference of –11. They conceded 13 goals, scoring only twice.
- Fenerbahçe (2001–02) lost all 6 group stage matches with a goal difference of –9. They conceded 12 goals and scored only 3.
- Spartak Moscow (2002–03) have the second worst goal difference in a Champions League group stage with –17. They lost all 6 matches, conceding 18 goals and scoring just once.
- Bayer Leverkusen (2002–03, second group stage) lost all 6 matches, scoring 5 and conceding 15. This was the only time that a club lost all matches in the second group stage. It was also the first time that two clubs lost six group stage matches in the same season.
- Anderlecht (2004–05) lost all 6 of their group stage matches. They conceded 17 goals and scored just 4, with a goal difference of –13.
- Rapid Wien (2005–06) ended the group stage losing all 6 games. They conceded 15 goals and scored only 3, with a goal difference of –12.
- Levski Sofia (2006–07) finished their only appearance in the group stage conceding 17 goals and scoring just one, ending with a goal difference of –16.
- Dynamo Kyiv (2007–08) ended the group stage also losing all 6 games. They conceded 19 goals, scoring only 4, ending with a goal difference of –15.
- Maccabi Haifa (2009–10) is the first club to have lost all their group stage matches without scoring a goal. They did this finishing only their second appearance in the competition with 0 points after losing to Bayern Munich 3–0 in the first group game and then losing năm consecutive games 1–0, ending the group stage with a goal difference of –8. In their first Champions League appearance in 2002–03, the team scored 12 goals. Deportivo La Coruña is another club that scored no goals in the group stage (in 2004–05), but they collected 2 points by twice drawing 0–0.
- Debrecen (2009–10) finished the group stage with 0 points and a goal difference of –14. They conceded 19 goals, scoring just 5.
- Partizan (2010–11) lost all six group stage matches. They conceded 13 goals while scoring only 2, finishing with a goal difference of –11.
- MŠK Žilina (2010–11) also finished the group stage with 0 points and a goal difference of –16, scoring 3 and conceding 19. This was the second consecutive season that two clubs had lost all six group stage matches.
- Dinamo Zagreb (2011–12) lost all six group stage matches, setting new records for worst goal difference (–19) and most goals conceded (22), scoring 3.
- Villarreal (2011–12) also finished with 0 points and goal difference of –12, scoring 2 and conceding 14.
- Oțelul Galați (2011–12) as well finished with 0 points and goal difference of –8, scoring 3 and conceding 11. That became the first season in which three separate teams had lost all six group stage matches, and a third consecutive season in which at least two teams finished with 0 points.
- Marseille (2013–14) finished with 0 points, scoring 5 and conceding 14 goals for a goal difference of –9.
- Maccabi Tel Aviv (2015–16) finished with 0 points, scoring 1 and conceding 16 goals for a goal difference of –15. Maccabi's only goal came from a penalty.
- Club Brugge (2016–17) finished with 0 points, scoring 2 and conceding 14 goals for a goal difference of –12.
- Dinamo Zagreb (2016–17) is the second club to have lost all their group stage matches without scoring a goal. They finished their group stage matches with conceding 15 goals and a goal difference of –15. They are also the first team to have finished the group stage with 0 points twice, the first time being in the 2011–12 season.
- Benfica (2017–18) finished with 0 points, scoring just once and conceding 14 goals for a goal difference of –13.
- AEK Athens (2018–19) finished with 0 points, scoring twice and conceding 13 goals for a goal difference of –11.

#### Two goals in each match
Four teams have managed to score at least two goals in each match of the group stage:
- On ngày 7 tháng 12 năm 2010, Tottenham Hotspur drew 3–3 against Twente and became the first team to achieve this.
- Bayern Munich equaled the record the very next day by beating Basel 3–0.
- Barcelona managed the same on ngày 6 tháng 12 năm 2011 by beating BATE Borisov 4–0.
- Real Madrid achieved this by beating Copenhagen 2–0 on ngày 10 tháng 12 năm 2013. On ngày 7 tháng 12 năm 2016, Real Madrid drew 2–2 against Borussia Dortmund to achieve the record for the second time.

#### Advancing past the group stage
- Real Madrid hold the record of the most consecutive seasons in advancing past the group stage with 22 from 1997–98 to 2018–19. The first seven seasons (1997–98 to 2003–04) they qualified for at least the quarter-final each year, winning the tournament three times. After this followed six consecutive seasons (2004–05 to 2009–10) losing the first round (round of 16) after the group stage. Since then, Real Madrid made it to the semi-finals for eight consecutive seasons (2010–11 to 2017–18), winning the tournament four times, before going out in the round of 16 in the 2018–19 season.
- Barcelona set a record of finishing top of their group for 12 consecutive seasons from 2007–08 to 2018–19, out of 19 in total, in which 12 of them were unbeaten campaigns as well.[20]
- In 2012–13, Chelsea became the first title holder not to qualify from the following year's group stage.
- Monaco scored the fewest goals (4) to earn 11 points in the group stage in 2014–15. Villarreal won a group with the fewest goals scored (3) in 2005–06, resulting in 2 wins.

#### Biggest disparity between group winner and runner-up

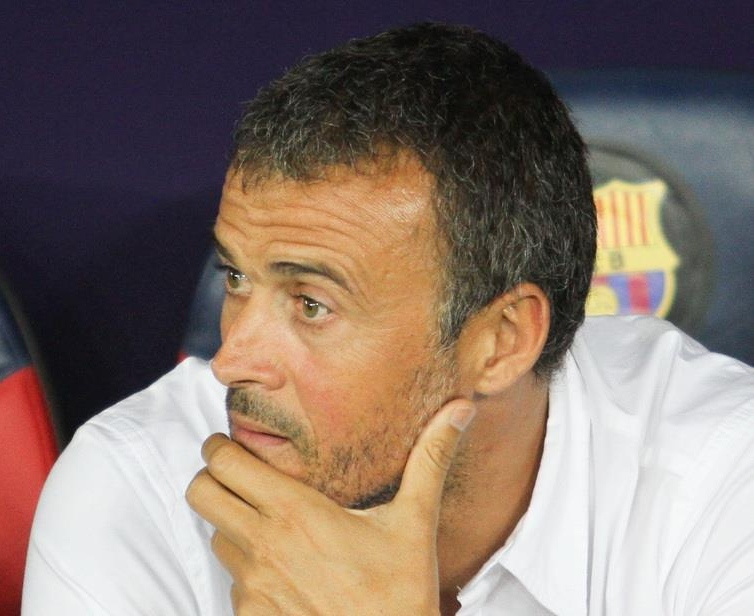
Luis Enrique và Barcelona won group H by 18 points in 2002–03.

The biggest points difference between the first- and second-placed teams in a Champions League group phase is 11 points, achieved by three teams:
- Real Madrid, 18 points (16:2 goals) (+14) in 2014–15. (2nd Basel 7 points, 3rd Liverpool 5 points, 4th Ludogorets Razgrad 4 points).
- Spartak Moscow, 18 points (15:4 goals) (+11) in 1995–96. (2nd Legia Warsaw 7 points, 3rd Rosenborg 6 points, 4th Blackburn Rovers 4 points). Spartak lost to Nantes in the next round (quarter-final).
- Barcelona, 18 points (13:4 goals) (+9) in 2002–03. (2nd Lokomotiv Moscow 7 points, 3rd Club Brugge 5 points, 4th Galatasaray 4 points). Barcelona went on to win their group in the second group stage with 16 points, but lost to Juventus in the quarter-final.

#### Most points achieved, yet knocked out
- Paris Saint-Germain, 12 points in 1997–98 (ranked third out of six runners-up, only two advanced)
- Napoli, 12 points in 2013–14
- Rosenborg, 11 points in 1997–98 (ranked fourth out of six runners-up, only two advanced)
- Dynamo Kyiv, 10 points in 1999–2000 (second group stage) and 2004–05
- Borussia Dortmund, 10 points in 2002–03 (second group stage)
- PSV Eindhoven, 10 points in 2003–04
- Olympiacos, 10 points in 2004–05
- Werder Bremen, 10 points in 2006–07
- Manchester City, 10 points in 2011–12
- Chelsea, 10 points in 2012–13
- CFR Cluj, 10 points in 2012–13
- Benfica, 10 points in 2013–14
- Porto, 10 points in 2015–16
- Celtic, 9 points in 2001–02
- Fenerbahçe, 9 points in 2004–05
- Olympiacos, 9 points in 2015–16
- Copenhagen, 9 points in 2016–17
- CSKA Moscow, 9 points in 2017–18
- Napoli, 9 points in 2018–19
- Rangers, 8 points in 1992–93 (2 wins and 4 draws, 2 points for a win, only 1 team advanced)

#### Most points achieved in the group stage, not winning the group
- Manchester City, 15 points in 2013–14 (ranked second)
- Bayern Munich, 15 points in 2017–18 (ranked second)
- Arsenal, 13 points in 2014–15 (ranked second)
- Paris Saint-Germain, 13 points in 2015–16 (ranked second)
- Real Madrid, 13 points in 2017–18 (ranked second)
- Atlético Madrid, 13 points in 2018–19 (ranked second)
- Arsenal, 12 points in 2013–14 (ranked second)
- Napoli, 12 points in 2013–14 (ranked third)
- Bayern Munich, 12 points in 2016–17 (ranked second)
- Real Madrid, 12 points in 2016–17 (ranked second)
- Paris Saint-Germain, 12 points in 2016–17 (ranked second)
- Basel, 12 points in 2017–18 (ranked second)
- Shakhtar Donetsk, 12 points in 2017–18 (ranked second)
- Ajax, 12 points in 2018–19 (ranked second)

#### Fewest points achieved, yet advanced
- Milan, 5 points in 1994–95 (3 wins and 1 draw, 2 points deducted, 2 points for a win)
- Zenit Saint Petersburg, 6 points in 2013–14
- Roma, 6 points in 2015–16
- Legia Warsaw, 7 points in 1995–96
- Dynamo Kyiv, 7 points in 1999–2000
- Liverpool, 7 points in 2001–02 (second group stage)
- Lokomotiv Moscow, 7 points in 2002–03
- Werder Bremen, 7 points in 2005–06
- Rangers, 7 points in 2005–06
- Galatasaray, 7 points in 2013–14
- Basel, 7 points in 2014–15

#### Knocked out on tiebreakers
Several teams have been knocked out on a tiebreaker, most on the head-to-head criteria:
- Manchester United lost to Barcelona in 1994–95
- Casino Salzburg lost to Milan in 1994–95 (2 points for a win, would have been 2 points behind with 3 points for a win)
- Paris Saint-Germain lost to Bayern Munich in 1997–98 (second place, only one team advanced directly), and on goal difference to Juventus in the ranking of runners-up
- Galatasaray lost to Juventus in 1998–99 (second place, only one team advanced directly)
- Rosenborg lost to Juventus in 1998–99 (third place, only one team advanced directly)
- Bayer Leverkusen lost to Dynamo Kyiv in 1999–2000
- Dynamo Kyiv lost on head-to-head to Real Madrid in 1999–2000 (second group stage) despite having a better goal difference
- Olympiacos lost to Lyon in 2000–01, to Liverpool in 2004–05 and to Arsenal in 2015–16
- Rangers lost on head-to-head to Galatasaray in 2000–01 despite having a better goal difference
- Lyon lost to Arsenal in 2000–01 (second group stage) and to Ajax in 2002–03, both on head-to-head with a better goal difference
- Dortmund lost on goal difference to Boavista in 2001–02, both teams winning 2–1 at home in head-to-head matches
- Mallorca lost to Arsenal in 2001–02
- Roma lost on head-to-head to Liverpool in 2001–02 (second group stage) despite having a better goal difference
- Inter Milan lost to Lokomotiv Moscow in 2003–04
- PSV Eindhoven lost on head-to-head to Deportivo La Coruña in 2003–04 despite having a better goal difference
- Udinese lost to Werder Bremen in 2005–06
- Ajax lost to Lyon on overall goal difference in 2011–12, having both head-to-head games end in a 0–0 draw. Lyon won their last group game against Dinamo Zagreb 7–1 (after being 0–1 down at half time) while Ajax lost 0–3 against Real Madrid (in which two goals from Ajax were wrongfully cancelled). The aggregate goal difference in both games would have to be at least 7 goals for Lyon to advance, and in fact it was 9.
- Chelsea lost on head-to-head to Shakhtar Donetsk in 2012–13 despite having a better goal difference
- CFR Cluj lost on head-to-head to Galatasaray in 2012–13 despite having a better goal difference
- Benfica lost on head-to-head to Olympiacos in 2013–14
- Napoli lost on head-to-head to Dortmund và Arsenal in 2013–14
- Bayer Leverkusen lost on head-to-head to Roma in 2015–16
- Olympiacos lost on head-to-head to Arsenal in 2015–16
- Inter Milan lost on head-to-head away goals to Tottenham Hotspur in 2018–19
- Napoli lost to Liverpool on overall goals scored in 2018–19, having both head-to-head games end in a 1–0 win for the home team. Liverpool defeated Napoli in their final group game, with Paris Saint-Germain defeating Red Star Belgrade in the other match to top the group with 11 points. With both Liverpool and Napoli tied with 9 points, having identical head-to-head results, and a goal difference of +2, Liverpool advanced by virtue of having scored more overall goals than Napoli (9 to Napoli's 7). Liverpool went on to win the final.

#### Knocked out on 3 points for a win rule
1995–96 was the first tournament in which three points were awarded for a win instead of two. The following teams were knocked out from the group stage, but would have advanced following the old rule:
- Rosenborg was ranked fourth out of six runners-up in 1997–98, but would have equaled the points of Paris Saint-Germain and eventual finalists Juventus and advanced on goal difference
- Bayer Leverkusen ended third in Group A in 1999–2000, but would have been one point ahead of Dynamo Kyiv
- Panathinaikos ended third in Group E in 2004–05, but would have equaled the points of PSV Eindhoven and advanced on head-to-head matches
- Werder Bremen ended third in Group B in 2008–09, but would have equaled the points of Inter Milan and advanced on head-to-head matches

### Qualifying from first qualifying round
Since the addition of a third qualifying round in 1999–2000, four teams have negotiated all three rounds of qualification and reached the Champions League group phase:
- Liverpool in 2005–06
- Artmedia Bratislava in 2005–06
- Anorthosis in 2008–09
- BATE Borisov in 2008–09
- Liverpool went on to become the first team in the history of the competition to reach the knockout phase from the first qualifying round.
- The only team that has progressed to the group stage from the first qualifying round since the competition format was altered for the 2009–10 season is Red Star Belgrade.

### Winning after playing in a qualifying round

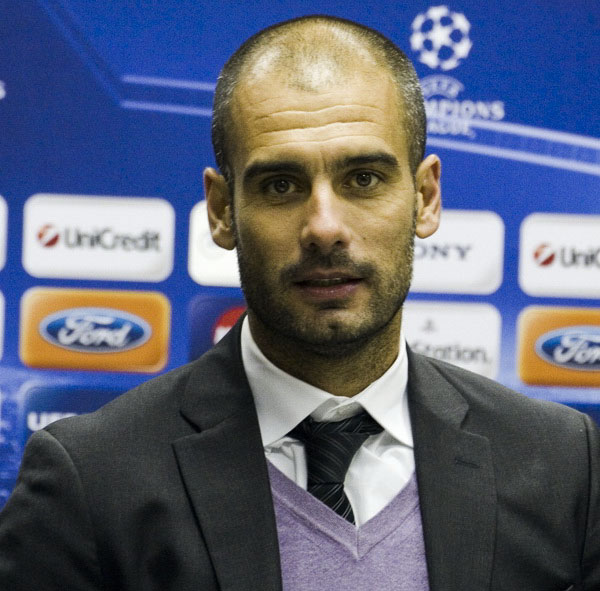
Pep Guardiola coached Barcelona to victory through qualification in 2009.

Four teams have won the tournament from the third qualification round:
- Manchester United in 1998–99
- Milan in 2002–03 và 2006–07
- Liverpool in 2004–05
- Barcelona in 2008–09

### Consecutive goalscoring
Real Madrid hold the record of consecutive goalscoring in the Champions League matches. They have scored at least one goal in 34 consecutive games. The run started with a 1–1 draw against Barcelona in the second leg of the semi-final of the 2010–11 season. This continued with all 12 matches of both the 2011–12 season and 2012–13 season, and continued into the 2013–14 season for nine games (six group stage games, both legs of the round of 16 and the first leg of the quarter-finals), with the run finally coming to an end in a 2–0 away loss in the quarter-finals second leg against Borussia Dortmund on ngày 8 tháng 4 năm 2014.

### Consecutive home wins
Bayern Munich hold the record with 16 consecutive home wins in the Champions League.
Bayern Munich record streak started by winning against Manchester City 1–0 on ngày 17 tháng 9 năm 2014. The run reached the 16th win by beating Arsenal 5–1 on ngày 15 tháng 2 năm 2017. The run ended after a 1–2 home defeat to Real Madrid on ngày 12 tháng 4 năm 2017.

### Consecutive away wins
Bayern Munich equaled the record of Ajax (1995–1997) for consecutive away wins in the Champions League having won bảy consecutive away games. The run began with a 3–1 win against Arsenal at the Emirates Stadium in the first leg of the 2012–13 round of 16, and continued through to the final, with wins against Juventus (2–0) at the Juventus Stadium and against Barcelona (3–0) at the Camp Nou. In the 2013–14 season the streak continued with group stage wins over Manchester City (3–1) at the City of Manchester Stadium, Viktoria Plzeň (1–0) and CSKA Moscow (3–1). The record equaling seventh win was achieved when they again defeated Arsenal 2–0 at the Emirates Stadium in the round of 16 first leg on ngày 19 tháng 2 năm 2014. Their run ended with a 1–1 draw at Old Trafford against Manchester United in the first leg of the quarter-finals.

### Consecutive wins
Bayern Munich (2012–13, 2013–14) and Real Madrid (2013–14, 2014–15) hold the record of ten consecutive wins in the Champions League. Bayern Munich's run started on ngày 2 tháng 4 năm 2013 in the 2–0 win against Juventus in the first leg of the quarter-final of the 2012–13 season after losing 2–0 against Arsenal three weeks earlier. The run continued in the other three knockout matches and the final of the 2012–13 season. The run continued in the first five group stage matches of the 2013–14 season, but ended with the sixth in a 2–3 home defeat against Manchester City on ngày 10 tháng 12 năm 2013. Real Madrid's run started on ngày 23 tháng 4 năm 2014 in the 1–0 win against Bayern Munich in the first leg of semi-final of the 2013–14 season after losing 2–0 against Borussia Dortmund two weeks earlier in the second leg of the quarter-final. The run continued in the other leg of the semi-final, the final against Atlético Madrid, the six group stage matches of the 2014–15 season, and the first leg of round of 16 of the 2014–15 season, against Schalke 04.

### Longest home undefeated run
The record for the longest unbeaten run at home stands at 32 games and is held by Barcelona. Barcelona's run began with a 4–0 win against Ajax in 2013–14 and is ongoing, with their most recent home match against Liverpool in the semi-finals in 2018–19 ending in a 3–0 win.

### Longest away undefeated run
The record for the longest away unbeaten run stands at 16 games and is held by Manchester United. The run began with a 1–0 win against Sporting CP in the 2007–08 group stage. It lasted until the 3–2 win against Milan at the San Siro in the first leg of the first knockout stage of 2009–10. The run ended with a 1–2 defeat to Bayern Munich in the first leg of the 2009–10 quarter-finals. During this run, Manchester United were beaten 2–0 by Barcelona in the 2009 final. This game, however, was at a neutral venue and as such is not classified as an away game.

### Longest undefeated run
The record for the longest unbeaten run stands at 25 games and is held by Manchester United. It began with a 1–0 away win against Sporting CP in their opening group stage game in 2007–08 and finished with a 3–1 away win against Arsenal in the second leg of the semi-final in 2008–09. The 25-game unbeaten streak ended with a 0–2 loss to Barcelona in the 2009 final.

### Most successive draws
AEK Athens holds the record of most consecutive draws: 7 draws starting from ngày 17 tháng 9 năm 2002 until ngày 17 tháng 9 năm 2003.

### Most successive defeats
Anderlecht holds the record of most consecutive defeats: 12 defeats starting from ngày 10 tháng 12 năm 2003 until ngày 23 tháng 11 năm 2005.

### Most successive games without a win
Steaua București holds the record of most successive games without a win: 23 matches starting from ngày 26 tháng 9 năm 2006 until ngày 11 tháng 12 năm 2013.

## Players

### Appearances

#### All-time top player appearances
Tính đến ngày 7 tháng 5 năm 2019

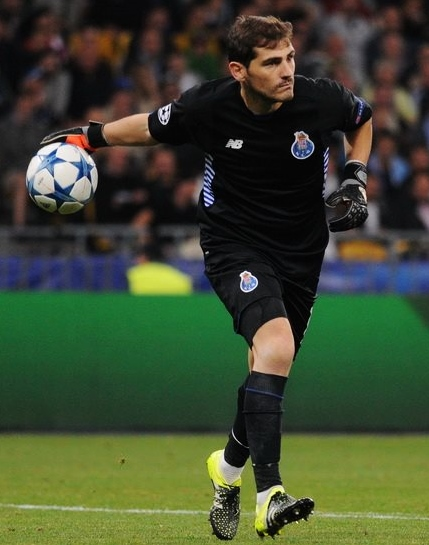
Iker Casillas has made the most appearances in the competition.

This table does not include appearances made in the qualification stage.
|    | Player            | Nation      | Apps | Năms      | Club(s)                                                 |
| -- | ----------------- | ----------- | ---- | --------- | ------------------------------------------------------- |
| 1  | Iker Casillas     | Tây Ban Nha | 177  | 1999–     | Real Madrid (150), Porto (27)                           |
| 2  | Cristiano Ronaldo | Bồ Đào Nha  | 162  | 2003–     | Manchester United (52), Real Madrid (101), Juventus (9) |
| 3  | Xavi              | Tây Ban Nha | 151  | 1998–2015 | Barcelona                                               |
| 4  | Ryan Giggs        | Wales       | 145  | 1993–2014 | Manchester United                                       |
| 5  | Raúl              | Tây Ban Nha | 142  | 1995–2011 | Real Madrid (130), Schalke 04 (12)                      |
| 6  | Paolo Maldini     | Italy       | 135  | 1988–2008 | Milan                                                   |
| 6  | Lionel Messi      | Argentina   | 135  | 2005–     | Barcelona                                               |
| 8  | Andrés Iniesta    | Tây Ban Nha | 130  | 2002–2018 | Barcelona                                               |
| 9  | Clarence Seedorf  | Hà Lan      | 125  | 1994–2012 | Ajax (11), Real Madrid (25), Milan (89)                 |
| 10 | Paul Scholes      | England     | 124  | 1994–2013 | Manchester United                                       |

Notes
1. ↑  Giggs had 4 European Cup + 141 Champions League matches.
2. ↑  Maldini had 26 European Cup + 109 Champions League matches.

#### Other records
- On ngày 22 tháng 2 năm 2006, Raúl made his 100th Champions League appearance, the first player to do so, all with Real Madrid.
- Iker Casillas has featured in 20 consecutive Champions League campaigns from 1999–2000 to 2018–19, playing for Real Madrid và Porto.[27] On 11 December, Casillas, in a 3–2 away win over Galatasaray, became the first player to reach the knock-out stage 19 times.[28]

### Goalscoring

#### All-time top scorers
Tính đến ngày 7 tháng 5 năm 2019

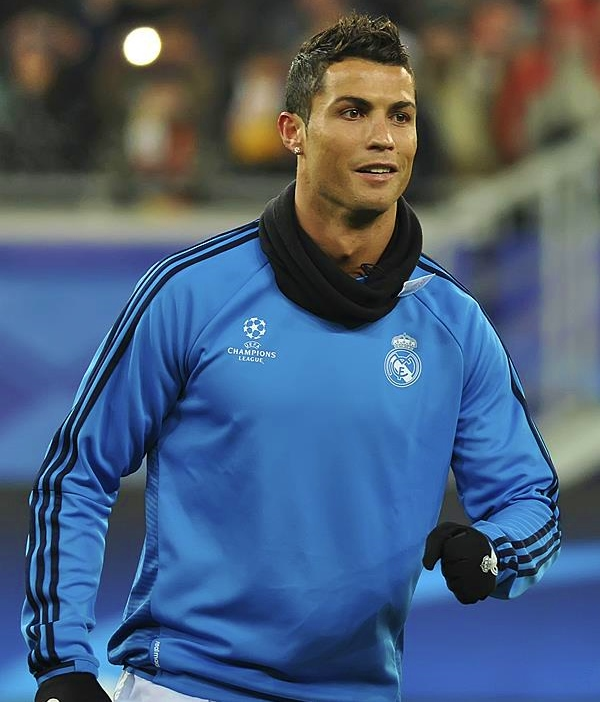
Cristiano Ronaldo is the all-time top goalscorer in the competition.

This table does not include goals scored in the qualification stage of the competition.
| TT | Cầu thủ             | Quốc tịch   | Bàn thắng | Số trận | Trung bình | Năm       | Số bàn thắng tại câu lạc bộ                                                                    |
| -- | ------------------- | ----------- | --------- | ------- | ---------- | --------- | ---------------------------------------------------------------------------------------------- |
| 1  | Cristiano Ronaldo   | Bồ Đào Nha  | 139       | 183     | 0.76       | 2003–     | Manchester United (20), Real Madrid (105), Juventus (14)                                       |
| 2  | Lionel Messi        | Argentina   | 112       | 135     | 0.83       | 2005–     | Barcelona                                                                                      |
| 3  | Raúl                | Tây Ban Nha | 71        | 142     | 0.5        | 1995–2011 | Real Madrid (66), Schalke 04 (5)                                                               |
| 4  | Karim Benzema       | Pháp        | 60        | 112     | 0.54       | 2006–     | Lyon (12), Real Madrid (48)                                                                    |
| 5  | Ruud van Nistelrooy | Hà Lan      | 56        | 73      | 0.77       | 1998–2009 | PSV Eindhoven (8), Manchester United (35), Real Madrid (13)                                    |
| 6  | Robert Lewandowski  | Ba Lan      | 53        | 80      | 0.66       | 2011–     | Borussia Dortmund (17), Bayern Munich (36)                                                     |
| 7  | Thierry Henry       | Pháp        | 50        | 112     | 0.45       | 1997–2010 | Monaco (7), Arsenal (35), Barcelona (8)                                                        |
| 8  | Alfredo Di Stéfano  | Argentina   | 49        | 58      | 0.84       | 1955–1964 | Real Madrid                                                                                    |
| 9  | Andriy Shevchenko   | Ukraina     | 48        | 100     | 0.48       | 1994–2012 | Dynamo Kyiv (29), Milan (15), Chelsea (4)                                                      |
| 9  | Zlatan Ibrahimović  | Thụy Điển   | 48        | 120     | 0.4        | 2001–2017 | Ajax (6), Juventus (3), Internazionale (6), Barcelona (4), Milan (9), Paris Saint-Germain (20) |

#### Top scorers by seasons

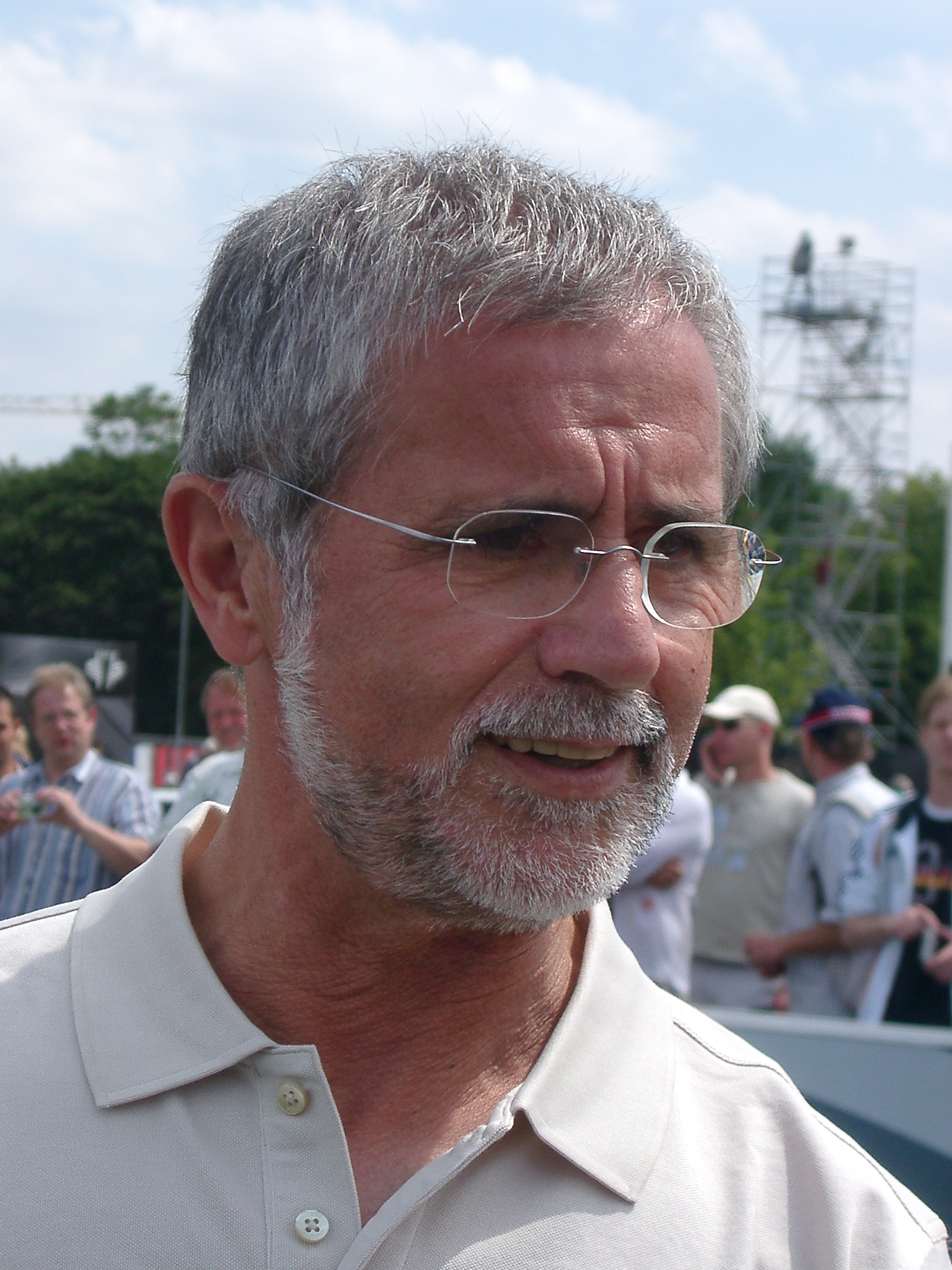
Gerd Müller was the first player to become top scorer in four Champions League seasons.

- Cristiano Ronaldo has been the top scorer for six consecutive seasons and seven seasons overall: 2007–08, 2012–13, 2013–14, 2014–15, 2015–16, 2016–17 và 2017–18.
- Real Madrid has produced the top scorer in 12 seasons:
  - Alfredo Di Stéfano in 1957–58
  - Ferenc Puskás in 1959–60 và 1963–64
  - Míchel in 1987–88
  - Raúl in 1999–2000 và 2000–01
  - Cristiano Ronaldo in 2012–13, 2013–14, 2014–15, 2015–16, 2016–17 và 2017–18
- Portuguese players have achieved 13 top-scorer titles:
  - José Águas in 1960–61
  - José Torres in 1964–65
  - Eusébio in 1964–65, 1965–66, and 1967–68
  - Rui Águas in 1987–88
  - Cristiano Ronaldo in 2007–08, 2012–13, 2013–14, 2014–15, 2015–16, 2016–17 và 2017–18
- José (1960–61) and Rui Águas (1987–88) are the only father–son duo to finish as top scorers; each achieved this while playing for Benfica.
- Jupp Heynckes is the only player to have been top scorer in this competition as well as in the Cup Winners' Cup and the UEFA Cup/Europa League:
  - 1975–76 top scorer with Borussia Mönchengladbach, and 1972–73 UEFA Cup, 1973–74 Cup Winners' Cup, and 1974–75 UEFA Cup top scorer also with Borussia Mönchengladbach
- The following top scorer has also been top scorer in the UEFA Cup Winners' Cup:
  - Hristo Stoichkov (1993–94 with Barcelona) in the 1988–89 season with CSKA Sofia
- The following top scorers have also been top scorers in the UEFA Cup/Europa League:
  - Allan Simonsen (1977–78 with Borussia Mönchengladbach) in the 1978–79 season with Borussia Mönchengladbach
  - Dieter Hoeneß (1981–82 with Bayern Munich) in the 1979–80 season with Bayern Munich
  - Torbjörn Nilsson (1984–85 with Göteborg) in the 1981–82 season with Göteborg
- Gerd Müller is the only player to have been top scorer in this competition as well as in the World Cup and the European Championship:
  - 1972–73, 1973–74, 1974–75, and 1976–77 top scorer with Bayern Munich, 1970 FIFA World Cup và UEFA Euro 1972 top scorer with West Germany
- The following top scorers have also won the FIFA World Cup Golden Boot:
  - Just Fontaine (1958–59) at the 1958 FIFA World Cup
  - Flórián Albert (1965–66) at the 1962 FIFA World Cup
  - Eusébio (1964–65, 1965–66, and 1967–68) at the 1966 FIFA World Cup
  - Paolo Rossi (1982–83) at the 1982 FIFA World Cup
  - Hristo Stoichkov (1993–94) at the 1994 FIFA World Cup
- The following top scorers have also been top scorers in the UEFA European Championship:
  - Michel Platini (1984–85) at the UEFA Euro 1984
  - Marco van Basten (1988–89) at the UEFA Euro 1988
  - Cristiano Ronaldo (2007–08, 2012–13, 2013–14, 2014–15, 2015–16, 2016–17 và 2017–18) at the UEFA Euro 2012

#### Most goals in a single season
Tính đến ngày 7 tháng 5 năm 2019
| Rank | Player              | Season  | Goals |
| ---- | ------------------- | ------- | ----- |
| 1    | Cristiano Ronaldo   | 2013–14 | 17    |
| 2    | Cristiano Ronaldo   | 2015–16 | 16    |
| 3    | Cristiano Ronaldo   | 2017–18 | 15    |
| 4    | José Altafini       | 1962–63 | 14    |
| 4    | Lionel Messi        | 2011–12 | 14    |
| 6    | Ferenc Puskás       | 1959–60 | 12    |
| 6    | Gerd Müller         | 1972–73 | 12    |
| 6    | Ruud van Nistelrooy | 2002–03 | 12    |
| 6    | Lionel Messi        | 2010–11 | 12    |
| 6    | Mario Gómez         | 2011–12 | 12    |
| 6    | Cristiano Ronaldo   | 2012–13 | 12    |
| 6    | Cristiano Ronaldo   | 2016–17 | 12    |
| 6    | Lionel Messi        | 2018–19 | 12    |

#### Hat-tricks
- The European Cup's first hat-trick was scored by Péter Palotás of MTK Hungária against Anderlecht on 7 September 1955, in the second match ever played in the competition.[31]
- Only three players managed to score a hat-trick in a final: Alfredo Di Stéfano in 1960, Ferenc Puskás in 1960 (4 goals) and in 1962, and Pierino Prati in 1969. Puskás is the only player to score a hat-trick in a final and lose it (1962).
- The first hat-trick of the Champions League era was scored by PSV Eindhoven's Juul Ellerman against FK Žalgiris on ngày 16 tháng 9 năm 1992.
- Only Cristiano Ronaldo has scored three hat-tricks in a single Champions League season (3+4+3 goals), in the 2015–16 UEFA Champions League. Four players have scored two hat-tricks in a single Champions League season: Lionel Messi (3+5 goals and 3+3 goals) in the 2011–12 và 2016–17 seasons, Mario Gómez (3+4 goals) in the 2011–12 season, Luiz Adriano, who scored hat-tricks in two consecutive games of group stage (5+3 goals) in the 2014–15 season, and Cristiano Ronaldo, who scored hat-tricks in two consecutive games of the knockout stage (3+3 goals) in the 2016–17 season.
- The fastest-ever Champions League hat-trick was scored by Bafétimbi Gomis, who scored three goals in seven minutes for Lyon against Dinamo Zagreb in the 2011–12 season.
- Raúl is the youngest scorer of a Champions League hat-trick, by scoring three goals for Real Madrid against Ferencváros, aged 18 years and 114 days, on ngày 18 tháng 10 năm 1995.[32]
- Wayne Rooney is the youngest debut scorer of a Champions League hat-trick, aged 18 years and 340 days, when he scored for Manchester United against Fenerbahçe on ngày 28 tháng 9 năm 2004.[33]
- Cristiano Ronaldo is the oldest scorer of a hat-trick in the UEFA Champions League, who was 34 years and 35 days old when he scored for Juventus three times against Atlético Madrid on ngày 12 tháng 3 năm 2019.
- Seven players have scored a hat-trick on their debut in the Champions League:
  - Marco van Basten (Milan), Faustino Asprilla (Newcastle United), Yakubu (Maccabi Haifa), Wayne Rooney (Manchester United), Vincenzo Iaquinta (Udinese), Grafite (Wolfsburg), and Yacine Brahimi (Porto)
- Lionel Messi và Cristiano Ronaldo have both scored a record of 8 hat-tricks in the Champions League.

#### Four goals in a match

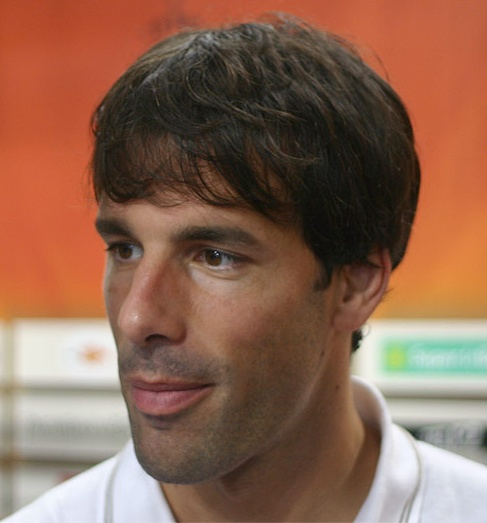
Ruud van Nistelrooy scored four goals against Sparta Prague in 2004–05.

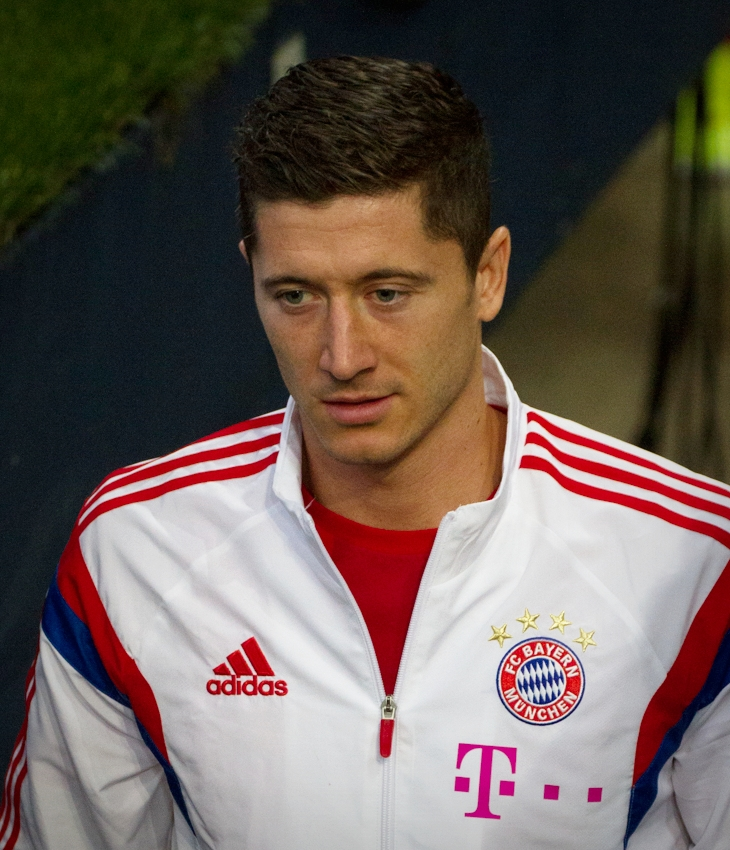
Robert Lewandowski scored four goals for Borussia Dortmund against Real Madrid in the semi-finals in 2013.

The following players have scored four goals in one European Cup/UEFA Champions League match. Only Alfredo Di Stéfano, Ferenc Puskás, Sándor Kocsis, Lionel Messi và Robert Lewandowski managed to do this from the quarter-final stage onwards and Ferenc Puskás is the only footballer to score four goals in a final (1960).
- European Cup era:
  - Miloš Milutinović (Partizan), 5–2 against Sporting CP, first round of 1955–56
  - Dennis Viollet (Manchester United), 10–0 against Anderlecht, preliminary round of 1956–57
  - Ivan Petkov Kolev (CSKA Sofia), 8–1 against Dinamo București, first round of 1956–57
  - Jovan Cokić (Red Star Belgrade), 9–1 against Stade Dudelange, preliminary round of 1957–58
  - Bora Kostić (Red Star Belgrade), 9–1 against Stade Dudelange, preliminary round of 1957–58
  - Alfredo Di Stéfano (Real Madrid), 8–0 against Sevilla, quarter-final of 1957–58, and 7–1 against Wiener Sport-Club, quarter-final of 1958–59
  - Just Fontaine (Reims), 4–1 away against Ards, first round of 1958–59
  - Josef Hamerl (Wiener Sport-Club), 7–0 against Juventus, first round of 1958–59
  - Sándor Kocsis (Barcelona), 5–2 away against Wolverhampton Wanderers, quarter-final of 1959–60
  - Ferenc Puskás (Real Madrid), 7–3 against Eintracht Frankfurt, final of 1959–60, and 5–0 against Feyenoord, preliminary round of 1965–66
  - Lucien Cossou (Monaco), 7–2 against AEK Athens, preliminary round of 1963–64
  - Vladimir Kovačević (Partizan), 6–2 against Jeunesse Esch, first round of 1963–64
  - José Torres (Benfica), 5–1 away against Aris, preliminary round of 1964–65
  - Eusébio (Benfica), 10–0 against Stade Dudelange, preliminary round of 1965–66
  - Friedhelm Konietzka (1860 Munich), 8–0 against Omonia, first round of 1966–67
  - Denis Law (Manchester United), 7–1 against Waterford United, first round of 1968–69
  - Zoran Antonijević (Red Star Belgrade), 4–2 away against Linfield, first round of 1969–70
  - Ruud Geels (Feyenoord), 12–2 away against KR Reykjavík, first round of 1969–70
  - Antonis Antoniadis (Panathinaikos), 5–0 against Jeunesse Esch, first round of 1970–71
  - João Lourenço (Sporting CP), 5–0 against Floriana, first round of 1970–71
  - Kurt Müller, (Grasshoppers), 8–0 against Reipas Lahti, first round of 1971–72
  - Dudu Georgescu (Dinamo București), 11–0 against Crusaders, first round of 1973–74
  - Radu Nunweiller (Dinamo București), 11–0 against Crusaders, first round of 1973–74
  - Jupp Heynckes (Borussia Mönchengladbach), 6–1 away against Wacker Innsbruck, first round of 1975–76
  - René van de Kerkhof (PSV Eindhoven), 6–0 against Dundalk, first round of 1976–77
  - Willy van der Kuijlen (PSV Eindhoven), 6–1 against Fenerbahçe, first round of 1978–79
  - Sotiris Kaiafas (Omonia), 6–1 against Red Boys Differdange, first round 1979–80
  - Ton Blanker (Ajax), 8–1 against HJK Helsinki, first round of 1979–80
  - Fernando Gomes (Porto), 9–0 against Rabat Ajax, first round of 1986–87
  - Marco van Basten (Milan), 5–2 against Vitosha, first round of 1988–89
  - Rabah Madjer (Porto), 8–1 away against Portadown, first round of 1990–91
  - Hugo Sánchez (Real Madrid), 9–1 against Swarovski Tirol, second round of 1990–91
  - Alan Smith (Arsenal), 6–1 against Austria Wien, first round of 1991–92
  - Sergei Yuran (Benfica), 6–0 away against Ħamrun Spartans, first round of 1991–92
- Champions League era, preliminary rounds:
  - Serhiy Rebrov (Dynamo Kyiv), 8–0 against Barry Town, first qualifying round 1998–99
  - Pena (Porto), 8–0 against Barry Town United, second qualifying round of 2001–02
  - Tomasz Frankowski (Wisła Kraków), 8–2 away against WIT Georgia, second qualifying round of 2004–05
  - Semih Şentürk (Fenerbahçe), 5–0 away against MTK Hungária, second qualifying round of 2008–09
- Champions League era:
  - Marco van Basten (Milan), 4–0 against IFK Göteborg, group stage of 1992–93
  - Simone Inzaghi (Lazio), 5–1 against Marseille, second group stage of 1999–2000
  - Dado Pršo (Monaco), 8–3 against Deportivo La Coruña, group stage of 2003–04
  - Ruud van Nistelrooy (Manchester United), 4–1 against Sparta Prague, group stage of 2004–05
  - Andriy Shevchenko (Milan), 4–0 away against Fenerbahçe, group stage of 2005–06
  - Lionel Messi (Barcelona), 4–1 against Arsenal, quarter-final of 2009–10
  - Bafétimbi Gomis (Lyon), 7–1 against Dinamo Zagreb, group stage of 2011–12
  - Mario Gómez (Bayern Munich), 7–0 against Basel, round of 16 of 2011–12
  - Robert Lewandowski (Borussia Dortmund), 4–1 against Real Madrid, semi-final of 2012–13
  - Zlatan Ibrahimović (Paris Saint-Germain), 5–0 against Anderlecht, group stage of 2013–14
  - Cristiano Ronaldo (Real Madrid) 8–0 against Malmö FF, group stage of 2015–16

#### Ghi 5 bàn trong 1 trận đấu

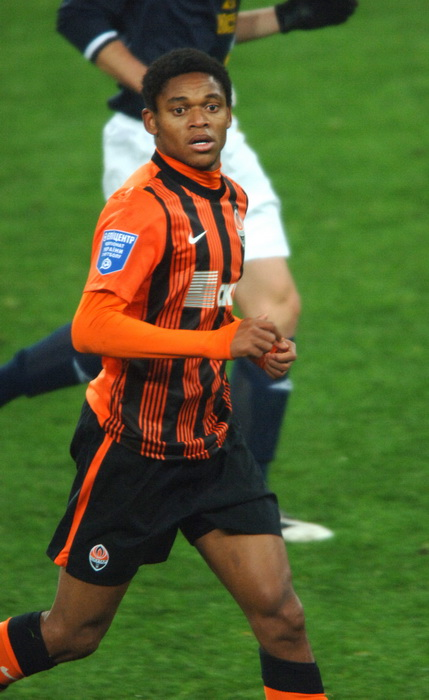
Luiz Adriano đã ghi 5 bàn thắng trong trận đấu Shakhtar Donetsk thắng BATE Borisov với tỷ số 7–0 mùa giải 2014–15.

Những cầu thủ sau đã ghi được 5 bàn thắng trong một trận đấu tại Cúp C1 châu Âu / UEFA Champions League:
- Kỷ nguyên cúp C1 châu Âu:
  - Ove Olsson (Gothenburg), 6–1 trước Linfield, vòng sơ loại mùa 1959–60
  - Bent Løfqvist (Boldklubben 1913), 9–2 trước Spora, vòng sơ loại mùa 1961–62
  - José Altafini (Milan), 8–0 trước Union Luxembourg, vòng sơ loại mùa 1962–63
  - Ray Crawford (Ipswich), 10–0 trước Floriana, vòng sơ loại mùa 1962–63
  - Nikola Kotkov (Lokomotiv Sofia), 8–3 against Malmö FF, preliminary round, 1964–65
  - Flórián Albert (Ferencváros), 9–1 against Keflavík, preliminary round, 1965–66
  - Paul van Himst (Anderlecht), 10–1 away against Haka, first round, 1966–67
  - Gerd Müller (Bayern Munich), 9–0 against Omonia, second round, 1972–73
  - Claudio Sulser (Grasshoppers), 8–0 against Valletta, first round, 1978–79
  - Søren Lerby (Ajax), 10–0 against Omonia, second round, 1979–80
- Champions League era, preliminary rounds:
  - Mihails Miholaps (Skonto), 8–0 against Jeunesse Esch, first qualifying round 1999–2000
  - David Lafata (Sparta Prague), 7–0 against Levadia Tallinn, second qualifying round 2014–15
- Champions League era:
  - Lionel Messi (Barcelona), 7–1 against Bayer Leverkusen, round of 16, 2011–12
  - Luiz Adriano (Shakhtar Donetsk), 7–0 against BATE Borisov, group stage, 2014–15

#### Oldest and youngest
- Manfred Burgsmüller of Werder Bremen is the oldest (38 years, 293 days) player to score in the European Cup and Champions League, when he scored against Dynamo Berlin on ngày 11 tháng 10 năm 1988.
- Peter Ofori-Quaye of Olympiacos is the youngest (17 years, 194 days) player to score in the Champions League, when he scored against Rosenborg on ngày 1 tháng 10 năm 1997.
- Paolo Maldini of Milan is the oldest (36 years, 333 days) player to score in a Champions League final, doing so in 2005.
- Patrick Kluivert of Ajax is the youngest (18 years, 327 days) player to score in a Champions League final, doing so in 1995.
- Francesco Totti of Roma is the oldest (38 years, 59 days) player to score in the Champions League, when he scored against CSKA Moscow on ngày 25 tháng 11 năm 2014.

#### Other goalscoring records

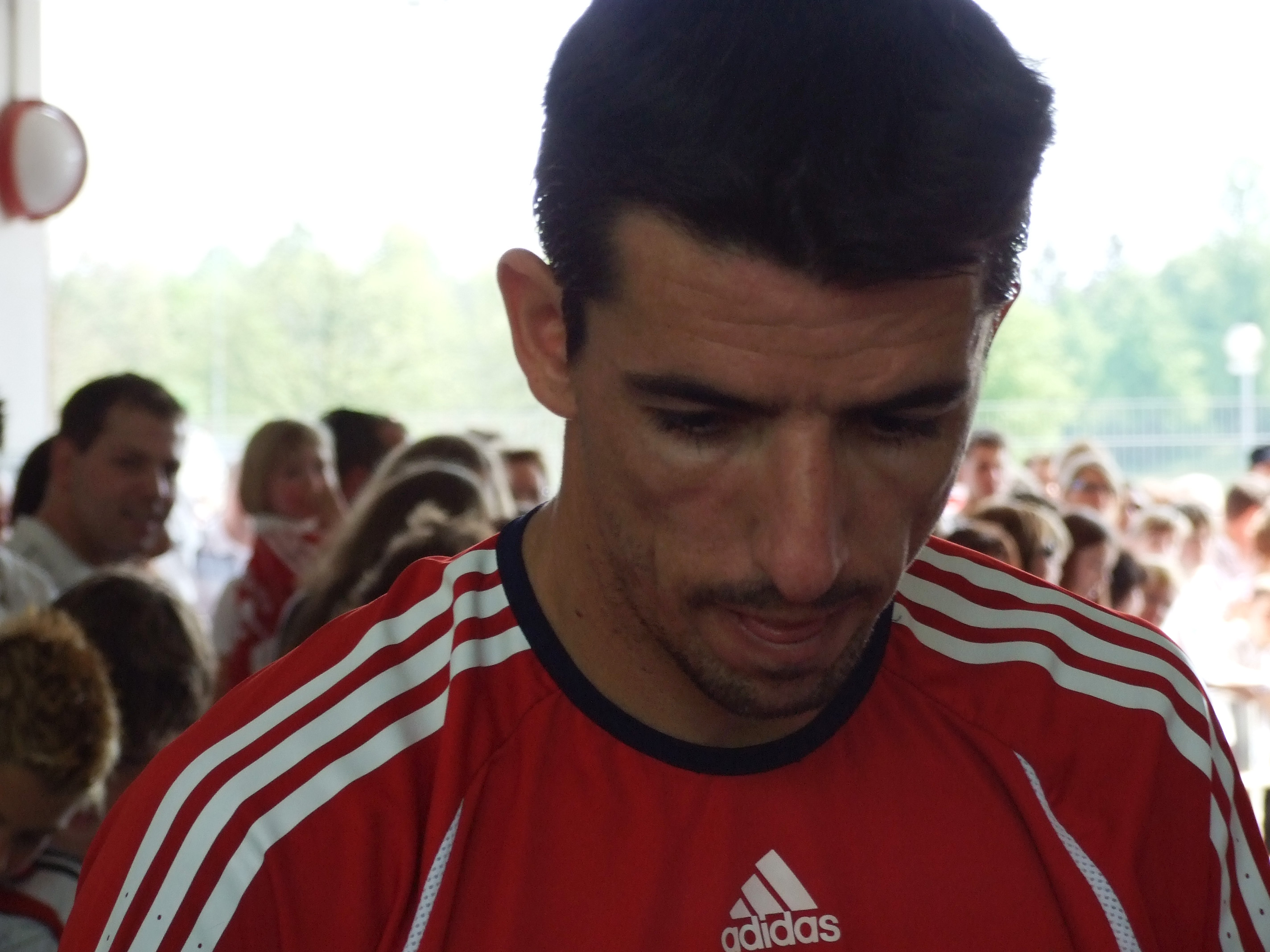
Roy Makaay scored the fastest ever Champions League goal.

- Cristiano Ronaldo has scored 126 goals in the competition (61 GS, 23 R16, 25 QF, 13 SF, 4 F) (84 RF, 18 LF, 24 H).[34][35]
- Lionel Messi holds the record for most goals in the group stage with 66.
- Cristiano Ronaldo holds the record for most goals in the knockout phase with 65.
- Cristiano Ronaldo has scored 10 goals in the knockout phase in one season in 2016–17.
- Cristiano Ronaldo became the first player ever to score 100 goals in the competition on ngày 18 tháng 4 năm 2017.[36] On ngày 18 tháng 2 năm 2018, he became the first player to score 100 goals with one club, Real Madrid.[37]
- Cristiano Ronaldo scored in all six group stage matches in 2017–18; a total of 9 goals, the first person to do so.[38]
- Cristiano Ronaldo (2015–16) holds the record for most goals in the group stage in a single season in the UEFA Champions league with 11 goals scored.[39]
- Cristiano Ronaldo scored at least 10 goals in seven consecutive seasons (2011–12 to 2017–18).
- Cristiano Ronaldo has scored in 11 consecutive UEFA Champions League appearances, the 2017 final and the first 10 matches of 2017–18, with a total of 17 goals.[40]
- Cristiano Ronaldo has scored in 12 consecutive away UEFA Champions League appearances, started from the 2012–13 round of 16-second leg, until the 2014–15 round of 16 first leg, with a total of 17 goals.
- Three players hold the record of scoring in bảy consecutive home UEFA Champions League appearances:
  - Cristiano Ronaldo (13 goals): starting from the 2016–17 quarter-final second leg, semi-final first leg and the first 5 matches of 2017–18.
  - Robert Lewandowski (10 goals): starting from the 2014–15 round of 16-second leg, quarter-final second leg, semi-final second leg and the first 4 matches of 2015–16.
  - Thierry Henry (9 goals): starting from the 2000–01 second group stage, quarter-final first leg and the first 5 matches of 2001–02.
- Cristiano Ronaldo holds the record for most home goals with 66.
- Cristiano Ronaldo holds the record for most away goals with 56.
- Cristiano Ronaldo has scored a brace or more in 35 matches.[35]
- Cristiano Ronaldo has scored a record of 12 direct free kicks (2 for Manchester United and 10 for Real Madrid).[41]
- The fastest ever Champions League goal was scored by Bayern Munich's Roy Makaay in 10.12 seconds against Real Madrid on ngày 7 tháng 3 năm 2007.[42]
- The fastest Champions League group stage goal was scored by Valencia's Jonas in 10.96 seconds against Bayer Leverkusen on ngày 1 tháng 11 năm 2011.[43]
- The fastest goal in a final was scored by Milan's Paolo Maldini after 53 seconds in the 2005 final, which Milan lost to Liverpool.
- Alfredo Di Stéfano has scored in most finals with five, one goal in each final from 1956 to 1959 and three goals in 1960.
- Cristiano Ronaldo has scored the most goals in finals in the UEFA Champions league era, with 4 goals in 5 finals; one goal each in 2008 và 2014, and two in 2017.
- Ferenc Puskás và Alfredo Di Stéfano have scored seven final goals. Puskás scored four in 1960 and three in 1962, while Di Stéfano scored seven goals in five finals.
- Three players scored for two teams in the final:[44]
  - Velibor Vasović for Partizan in 1966 và Ajax in 1969.
  - Cristiano Ronaldo for Manchester United in 2008 và Real Madrid in 2014 và 2017; he is the only player to score for two different winning teams.
  - Mario Mandžukić for Bayern Munich in 2013 và Juventus in 2017.
- Three goalkeepers have scored in the Champions League:
  - Hans-Jörg Butt has done so three times with three clubs, all with penalties, and all against Juventus:
    - For Hamburg in a 4–4 home draw on ngày 13 tháng 9 năm 2000 in a group stage match
    - For Leverkusen in a 3–1 home win on ngày 12 tháng 3 năm 2002 in a second group stage match
    - The equaliser for Bayern Munich on ngày 8 tháng 12 năm 2009 in a group stage match in Turin, which Bayern had to win to qualify for the next stage, and went on to win 4–1.

  - Sinan Bolat is the only goalkeeper to score a goal in open play: his stoppage time (90+5') equaliser for Standard Liège against AZ on ngày 9 tháng 12 năm 2009, securing the third place in Group H, led his team to the Europa League.
  - Vincent Enyeama (Hapoel Tel Aviv) scored a penalty on ngày 29 tháng 9 năm 2010, playing against Lyon.
- Zlatan Ibrahimović is the only player to have scored for six teams in the Champions League:
  - Ajax (6 goals in 19 games; 2002–03 to 2003–04)
  - Juventus (3 goals in 19 games; 2004–05 to 2005–06)
  - Inter Milan (6 goals in 22 games; 2006–07 to 2008–09)
  - Barcelona (4 goals in 10 games; 2009–10)
  - Milan (9 goals in 14 games; 2010–11 to 2011–12)
  - Paris Saint-Germain (20 goals in 33 games; 2012–13 to 2015–16)
- Three players scored in 14 consecutive Champions League seasons:
  - Raúl scored from 1997–98 to 2010–11, for Real Madrid và Schalke 04.
  - Lionel Messi scored from 2005–06 to 2018–19, for Barcelona.
  - Karim Benzema scored from 2005–06 to 2018–19, for Lyon và Real Madrid.
- Ryan Giggs is the only player to score in 16 Champions League seasons:
  - Giggs scored in 1994–95, 1996–97 to 2006–07 và 2008–09 to 2011–12, all for Manchester United.
- Cristiano Ronaldo (against Juventus: 2013, 2015, 2017, 2018) is the only player to have scored 10 goals against a single opponent.
- Three players from the same team scored at least ten goals in the same season:
  - Liverpool in 2017–18: Roberto Firmino (10), Sadio Mané (10) and Mohamed Salah (10).
- Two players from the same team scored at least ten goals in the same season:
  - Barcelona in 2014–15: Lionel Messi (10) and Neymar (10).

### Other records

#### Bàn thắng đầu tiên
- Ngày 4 tháng 9 năm 1955, João Baptista Martins đã ghi bàn thắng đầu tiên của European Cup với Sporting CP sau 14 phút trong trận hoà 3–3 với Partizan.
- Ngày 25 tháng 11 năm 1992, Daniel Amokachi đã ghi bàn thắng đầu tiên của UEFA Champions League với Club Brugge trước CSKA Moscow.

#### Most wins

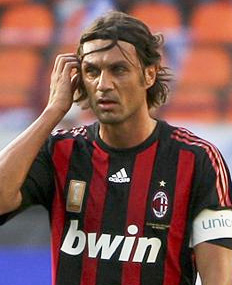
Paolo Maldini, winner of two European Cups and three Champions League titles with Milan appeared in eight finals.

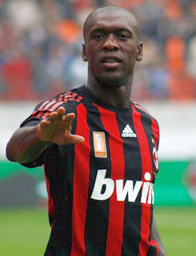
Clarence Seedorf was the first player to win the tournament with three teams.

- Francisco Gento is the only player to win the tournament six times, all during his time at Real Madrid: 1956, 1957, 1958, 1959, 1960 và 1966.
- Three players have won the tournament five times:
  - Alfredo Di Stéfano in consecutive years 1956, 1957, 1958, 1959 và 1960, all with Real Madrid
  - Paolo Maldini in 1989, 1990, 1994, 2003 và 2007, all with Milan
  - Cristiano Ronaldo has won the tournament five times in the Champions League era, once at Manchester United (2008) and four times at Real Madrid (2014, 2016, 2017 và 2018).
- Iker Casillas (101)[45] and Cristiano Ronaldo (101)[46] have won more than 100 matches in their Champions League career, the most by any player.
- Two players have appeared in eight finals:
  - Francisco Gento in 1956, 1957, 1958, 1959, 1960, 1962, 1964 và 1966, all with Real Madrid
  - Paolo Maldini in 1989, 1990, 1993, 1994, 1995, 2003, 2005 và 2007, all with Milan
- Only one player has won the tournament with three teams:
  - Clarence Seedorf with Ajax in 1995, with Real Madrid in 1998 and with Milan in 2003 và 2007
- Only four players have won the Champions League in two consecutive seasons with two teams:
  - Marcel Desailly – Marseille 1993 và Milan 1994
  - Paulo Sousa – Juventus 1996 và Borussia Dortmund 1997
  - Gerard Piqué – Manchester United 2008 và Barcelona 2009
  - Samuel Eto'o – Barcelona 2009 và Inter Milan 2010 – the only player to have won the treble in two consecutive seasons with two teams
- Three father-son duos have won the competition for the same club:
  - Manuel Sanchís Martínez (1966) and Manuel Sanchís Hontiyuelo (1998 và 2000), both for Real Madrid
  - Cesare Maldini (1963) and Paolo Maldini (1989, 1990, 1994, 2003 và 2007), both for Milan
  - Carles Busquets (1992) and Sergio Busquets (2009, 2011, and 2015) both for Barcelona
- Only eleven players have won both the UEFA Champions League and FIFA World Cup in the same year:[47]
  - 1974: Sepp Maier, Paul Breitner, Hans-Georg Schwarzenbeck, Franz Beckenbauer, Gerd Müller, Uli Hoeneß và Jupp Kapellmann (Bayern Munich và West Germany)
  - 1998: Christian Karembeu (Real Madrid và France)
  - 2002: Roberto Carlos (Real Madrid và Brazil)
  - 2014: Sami Khedira (Real Madrid và Germany)
  - 2018: Raphaël Varane (Real Madrid và France)
- Only eleven players have won both the UEFA Champions League and UEFA European Championship in the same year:[48]
  - 1964: Luis Suárez (Inter Milan và Spain)
  - 1988: Hans van Breukelen, Ronald Koeman, Berry van Aerle, Gerald Vanenburg và Wim Kieft (PSV Eindhoven và Netherlands)
  - 2000: Christian Karembeu và Nicolas Anelka (Real Madrid và France)
  - 2012: Fernando Torres và Juan Mata (Chelsea và Spain)
  - 2016: Cristiano Ronaldo và Pepe (Real Madrid và Portugal)
- Thirteen players have been runner-up of the UEFA Champions League and either FIFA World Cup hoặc UEFA European Championship in the same year:
  - 1958: Nils Liedholm (Milan và Sweden)
  - 1982: Karl-Heinz Rummenigge và Paul Breitner (Bayern Munich và West Germany)
  - 2002: Michael Ballack, Carsten Ramelow, Bernd Schneider, Oliver Neuville và Hans-Jörg Butt (Bayer Leverkusen và Germany)
  - 2006: Thierry Henry (Arsenal và France)
  - 2008: Michael Ballack (2) (Chelsea và Germany)
  - 2010: Arjen Robben và Mark van Bommel (Bayern Munich và Netherlands)
  - 2016: Antoine Griezmann (Atlético Madrid và France)
  - 2018: Dejan Lovren (Liverpool và Croatia)
- Only nine players have won both the UEFA Champions League and Copa Libertadores:[49]
  - Juan Pablo Sorín: (1995–96) with Juventus, and (1996) with River Plate
  - Dida: (1997) with Cruzeiro, and (2002–03 và 2006–07) with Milan
  - Cafu: (1992 và 1993) with São Paulo, and (2006–07) with Milan
  - Roque Júnior: (1999) with Palmeiras, and (2002–03) with Milan
  - Carlos Tevez: (2003) with Boca Juniors, and (2007–08) with Manchester United
  - Walter Samuel: (2000) with Boca Juniors, and (2009–10) with Inter Milan
  - Ronaldinho: (2005–06) with Barcelona, and (2013) with Atlético Mineiro
  - Neymar: (2011) with Santos, and (2014–15) with Barcelona
  - Danilo: (2011) with Santos, and (2015–16 và 2016–17) with Real Madrid

#### Oldest and youngest
- The oldest player to win the tournament is Alessandro Costacurta, who was 41 years and 29 days when Milan won against Liverpool on 23 May 2007.
- The youngest player to win the tournament is António Simões, who was 18 years and 139 days when Benfica won against Real Madrid on 2 May 1962.
  - Despite not playing the final match, Gary Mills is considered the youngest player to win the competition with Nottingham Forest on 30 May 1979 at age 17 years and 201 days, on the virtue of having made one appearance in the competition that season.[50]
- The oldest player to play in the tournament is Lazio's Marco Ballotta, against Real Madrid on ngày 11 tháng 12 năm 2007, aged 43 years and 253 days.[51]
- The youngest player to play in the tournament is Anderlecht's Celestine Babayaro, against Steaua București on ngày 23 tháng 11 năm 1994, aged 16 years and 87 days. He was sent off in the 37th minute.[52]
- The oldest player to play in a final is Dino Zoff, who was 41 years and 86 days when Juventus lost to Hamburg in 1983.

#### Penalties
- Cristiano Ronaldo has scored 16 penalties out of 19 taken.[53]
- Iker Casillas has the most penalty kicks (non-shootout) saved with 7 out of 23.
- The oldest goalkeeper to ever save a penalty in the tournament is Maribor's Jasmin Handanović, against Liverpool on ngày 1 tháng 11 năm 2017, aged 39 years and 274 days.[54]
- The youngest goalkeeper to ever save a penalty in the tournament is Benfica's Mile Svilar, against Manchester United on ngày 31 tháng 10 năm 2017, aged 18 years and 65 days.[55]
- On ngày 1 tháng 6 năm 2019, the fastest penalty ever was awarded for Liverpool against Tottenham Hotspur at 23 seconds, later scored by Mohamed Salah.[56]

#### Own goals
- 21 players scored 2 own goals against their teams: Igor Akinfeev, Alex, Alex Sandro, Ânderson Polga, Wes Brown, Cadú, Gary Caldwell, Edu Dracena, Andrzej Grębosz, Iván Helguera, József Horváth, Tomáš Hubočan, Jardel, Phil Jones, Thomas Kleine, Jérémy Mathieu, Craig Moore, Gerard Piqué, Sergio Ramos, Stefan Savić và Zoco.[57]
- Iñigo Martínez scored after 69 seconds the fastest own goal ever in 2013–14 Champions League against his team Real Sociedad for Manchester United.[58]

#### Goalkeeping
- Jens Lehmann holds the record for the most consecutive clean sheets, with 10 for Arsenal in the 2005–06 và 2006–07 seasons. In total his run without conceding a goal lasted 853 minutes.[59]
- Helmuth Duckadam holds the record of saving all 4 penalties during the shoot-out in the 1986 final between Steaua București và Barcelona.
- Heinz Stuy holds the record for three consecutive clean sheets in the finals of 1971, 1972 và 1973.
- Iker Casillas holds the record for most clean sheets in the competition with 57 (59 including 2 qualifying games), 50 with Real Madrid and 7 with Porto.[60][61]
- Marco Ballotta holds the record of being the oldest goalkeeper to play in the tournament for Lazio against Real Madrid on ngày 11 tháng 12 năm 2007, aged 43 years and 253 days.[51]
- Mile Svilar holds the record of being the youngest goalkeeper, aged 18 years and 52 days, to start a Champions League game for Benfica in the 2017–18.[62]
- Edwin van der Sar is the only goalkeeper to have won the UEFA Champions League with two teams: Ajax in 1995, and Manchester United in 2008.[60]
- Edwin van der Sar is the oldest goalkeeper to win the competition in 2008, aged 37 years 205 days.[60]
- Iker Casillas is the youngest goalkeeper to win the competition in 2000, aged 19 years 4 days.[60]
- The oldest goalkeeper to play in a final is Dino Zoff, who was 41 years and 86 days when Juventus lost to Hamburg in 1983.[60]
- Eight goalkeepers won the Champions League on three occasions(7 starter goalkeepers and 1 non-playing substitute):[60]
  - Juan Alonso: (1956, 1957 và 1958) with Real Madrid
  - Heinz Stuy: (1971, 1972 và 1973) with Ajax – he holds the record for three consecutive clean sheets in these finals.
  - Sepp Maier: (1974, 1975 và 1976) with Bayern Munich
  - Ray Clemence: (1977, 1978 và 1981) with Liverpool
  - Víctor Valdés: (2006, 2009 và 2011) with Barcelona
  - Iker Casillas: (2000, 2002 và 2014) with Real Madrid
  - Keylor Navas: (2016, 2017 và 2018) with Real Madrid
  - Kiko Casilla: (2016, 2017 và 2018) with Real Madrid (stayed in the bench as a substitute in all 3 occasions)
- Two goalkeepers won all three major UEFA club competitions:[60]
  - Stefano Tacconi: 1984 European Cup Winners' Cup, 1985 European Cup và 1990 UEFA Cup all with Juventus.
  - Vítor Baía: 1997 UEFA Cup Winners' Cup with Barcelona, 2003 UEFA Cup và 2004 UEFA Champions League with Porto.

#### Assisting
- Two players hold the record of most assists in the competition:	
  - Ryan Giggs: 42 assists (29 GS, 2 R16, 7 QF, 2 SF, 2 F), all with Manchester United.
  - Cristiano Ronaldo: 42 assists (27 GS, 9 R16, 3 QF, 2 SF, 1 F), 10 with Manchester United, 30 with Real Madrid, and 2 with Juventus.
- Two players hold the record of most assists in one season: 9 assists
  - Luís Figo for Barcelona in the 1999–2000 season.
  - James Milner for Liverpool in the 2017–18 season.[63]
- Four players finished twice at the top of the assists list (including joint top):
  - Luís Figo for Barcelona in 1999–00 và Real Madrid in 2000–01 season.
  - Kaká for Milan in 2004–05 và Real Madrid in 2011–12 season.
  - Lionel Messi for Barcelona in 2011–12 và 2014–15 season.
  - Neymar for Barcelona in 2015–16 và 2016–17 season.
- Four players provided four assists in one match:[64]
  - Ryan Giggs for Manchester United against Roma on ngày 10 tháng 4 năm 2007.
  - Carlos Martins for Benfica against Lyon on ngày 2 tháng 11 năm 2010.
  - Zlatan Ibrahimović for Paris Saint-Germain against Dinamo Zagreb on ngày 6 tháng 11 năm 2012.
  - Neymar for Barcelona against Celtic on ngày 13 tháng 9 năm 2016, he scored a goal as well.
- Three players provided three assists in the Finals:[65]
  - Roberto Carlos for Real Madrid: 1998, 2002 (2).
  - Andrés Iniesta for Barcelona: 2009, 2011, 2015.
  - Marcelo for Real Madrid: 2017, 2018 (2).

#### Disciplinary
- Only three players have ever been sent off in a Champions League Final: Jens Lehmann (Arsenal) in the 2006 Final against Barcelona (sent off by Terje Hauge in the 18th minute after bringing down Samuel Eto'o); Didier Drogba (Chelsea) in the 2008 Final against Manchester United (sent off by Ľuboš Micheľ in the 116th minute for slapping Nemanja Vidić); and Juan Cuadrado (Juventus) in the 2017 Final against Real Madrid (second yellow given by Felix Brych in the 84th minute for pushing Sergio Ramos). All three players' teams lost their respective finals.
- Edgar Davids và Zlatan Ibrahimović jointly hold the record for the most red cards in the Champions League; they have each been sent off four times.
- Patrick Vieira is the only player to have been sent off for three teams in the Champions League, with Arsenal, Juventus và Inter Milan.
- Olexandr Kucher holds the record for the fastest red card ever in 2 minutes 39 seconds in 2014–15, when he was sent off in the match between his team Shakhtar Donetsk against Bayern Munich.[66]
- Sergio Ramos holds the record for the most yellow cards in the Champions League, with 39+1 (once double yellow cards turned red) along with two straight red cards.[67]

#### Captaincy
- Paolo Maldini is the oldest captain to lift the trophy with Milan in 2007, aged 38 years and 331 days.[68]
- Didier Deschamps is the youngest captain to lift the trophy with Marseille in 1993, aged 24 years and 223 days.[69]
- David Weir became the oldest player to start as captain in the Champions League era when he led Rangers against Bursaspor in 2010–11, aged 40 years and 212 days.[70]
- Rúben Neves became the youngest player to start as captain in the Champions League era when he led Porto against Maccabi Tel Aviv in 2015–16, aged 18 years and 221 days.[71]

#### Trivia
- Michael Ballack became the first player to reach the Champions League quarter-finals with four separate clubs: Kaiserslautern, Bayer Leverkusen, Bayern Munich và Chelsea.[72]
- Zlatan Ibrahimović became the first player to play in the Champions League group stage with seven clubs: Ajax, Juventus, Inter Milan, Barcelona, Milan, Paris Saint-Germain và Manchester United.
- Moise Kean is the first player born in the 2000s to play in the Champions League for Juventus against Sevilla on ngày 22 tháng 11 năm 2016.[73]
- Jadon Sancho is the first player born in the 2000s to score in the Champions League for Borussia Dortmund against Atlético Madrid on ngày 24 tháng 10 năm 2018.[74]
- Han-Noah Massengo is the first player born in the 21st century to play in the Champions League for Monaco against Club Brugge on ngày 6 tháng 11 năm 2018.[75]

## Managers

### Top coach appearances in Champions League era
Tính đến ngày 17 tháng 4 năm 2019

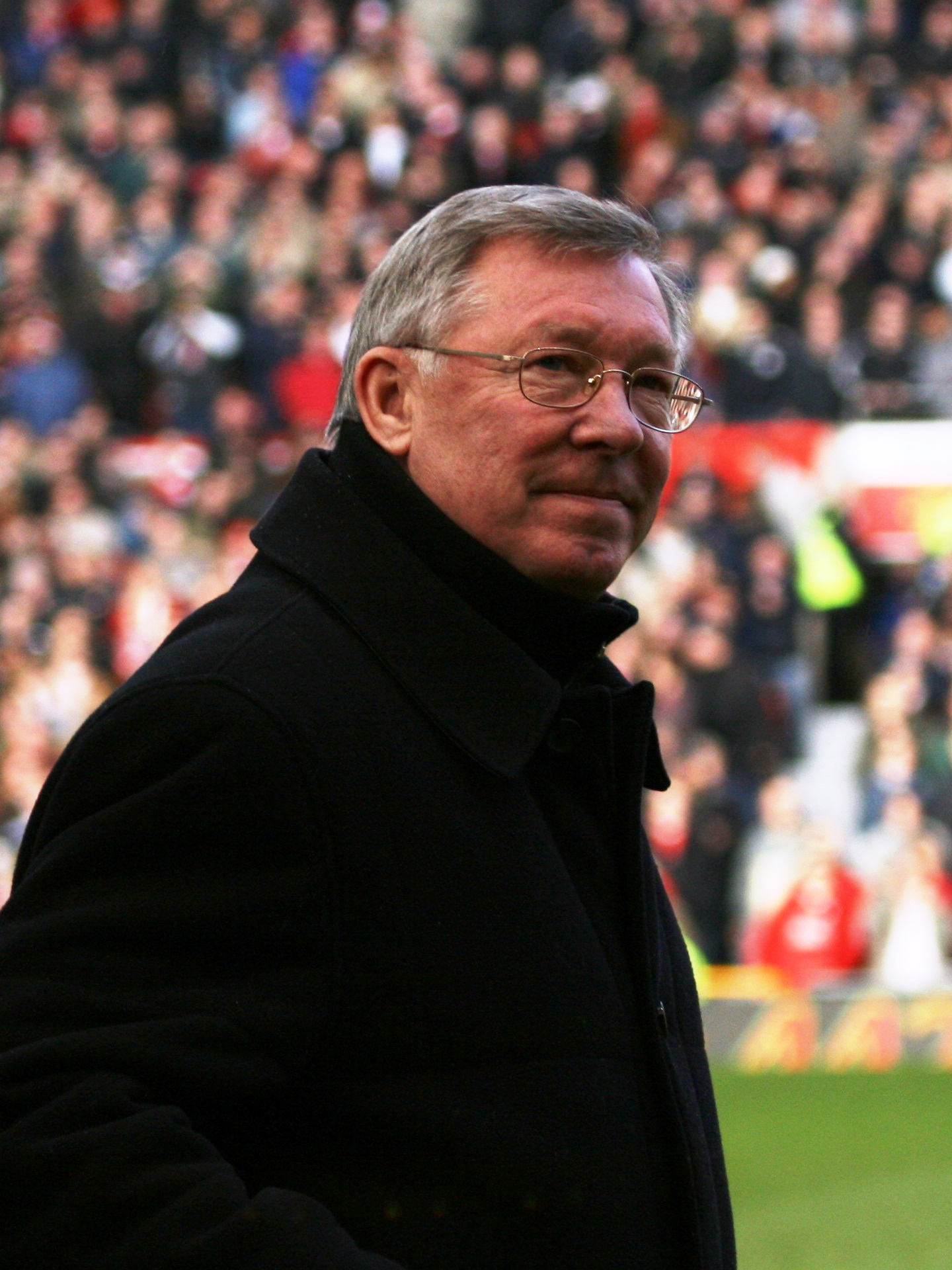
Alex Ferguson has made the most appearances in the competition.

The table below does not include the qualification stage of the competition.
|    | Coach                | Country     | Apps | Năms      | Club(s) |
| -- | -------------------- | ----------- | ---- | --------- | --- |
| 1  | Alex Ferguson        | Scotland    | 190  | 1993–2013 | Manchester United |
| 2  | Arsène Wenger        | Pháp        | 184  | 1988–2017 | Monaco (13), Arsenal (171) |
| 3  | Carlo Ancelotti      | Ý           | 160  | 1997–     | Parma (6), Juventus (10), Milan (73), Chelsea (18), Paris Saint-Germain (10), Real Madrid (25), Bayern Munich (12), Napoli (6) |
| 4  | José Mourinho        | Bồ Đào Nha  | 141  | 2002–     | Porto (17), Chelsea (57), Inter Milan (21), Real Madrid (32), Manchester United (14)                                           |
| 5  | Pep Guardiola        | Tây Ban Nha | 113  | 2008–     | Barcelona (49), Bayern Munich (36), Manchester City (28)                                                                       |
| 6  | Mircea Lucescu       | România     | 103  | 1998–2016 | Inter Milan (3), Galatasaray (26), Beşiktaş (6), Shakhtar Donetsk (68)                                                         |
| 7  | Louis van Gaal       | Hà Lan      | 95   | 1994–2015 | Ajax (32), Barcelona (36), Bayern Munich (21), Manchester United (6)                                                           |
| 7  | Ottmar Hitzfeld      | Đức         | 95   | 1995–2004 | Borussia Dortmund (19), Bayern Munich (76)                                                                                     |
| 7  | Rafael Benítez       | Tây Ban Nha | 95   | 2002–2015 | Valencia (14), Liverpool (62), Inter Milan (6), Chelsea (1), Napoli (6), Real Madrid (6)                                       |
| 10 | Massimiliano Allegri | Ý           | 86   | 2010–     | Milan (32), Juventus (54) |

Notes
1. ↑  Wenger had 6 European Cup + 178 Champions League matches.

### Final and winning records

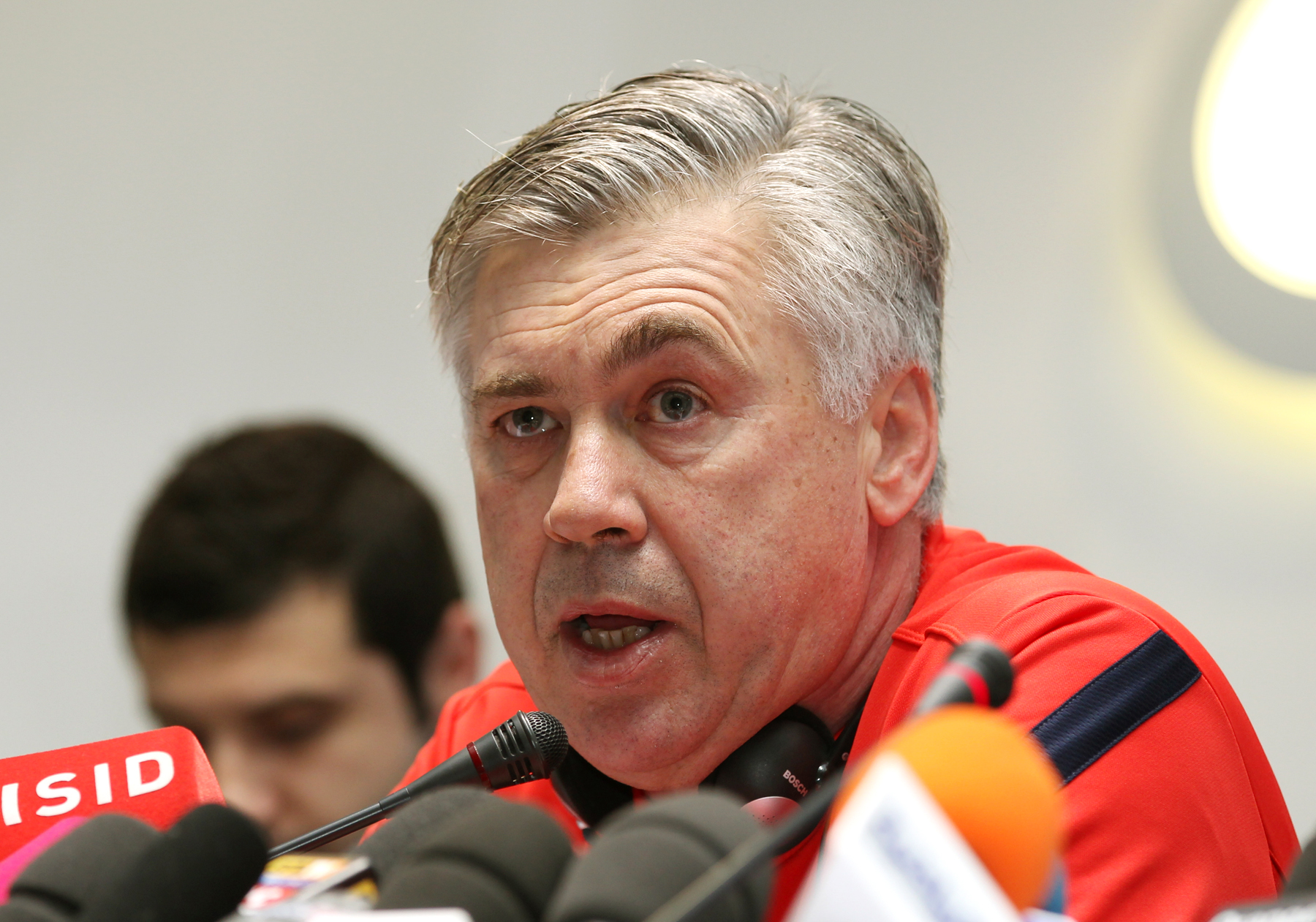
Carlo Ancelotti is the only manager to hold the record of being a three-time champion and reaching four finals of the UEFA Champions League.

- Carlo Ancelotti holds the record of being a three-time champion and reaching four finals of the UEFA Champions League.
- Three managers have won the UEFA European Cup three times.
  - Zinedine Zidane in 2016, 2017, 2018 (all with Real Madrid). He is the only manager to have succeeded winning three consecutive times.
  - Bob Paisley in 1977, 1978 và 1981 (all with Liverpool).
  - Carlo Ancelotti in 2003, 2007 (Milan) and 2014 (Real Madrid).
- Four managers have managed four finalists:
  - Marcello Lippi in 1996, 1997, 1998 và 2003 (all with Juventus).
  - Miguel Muñoz in 1960, 1962, 1964 và 1966 (all with Real Madrid).
  - Sir Alex Ferguson in 1999, 2008, 2009 và 2011 (all with Manchester United).
  - Carlo Ancelotti in 2003, 2005, 2007 (all three Milan) and 2014 (Real Madrid).
- Seven individuals have won the Champions League as a player then later as a manager, four of them with the same club:
  - Miguel Muñoz of Real Madrid won as a player in 1956 và 1957 and as a manager in 1960 và 1966.
  - Carlo Ancelotti won as a player in 1989 và 1990 and as a manager in 2003 và 2007 with Milan, then as a manager in 2014 with Real Madrid.
  - Pep Guardiola of Barcelona won as a player in 1992 and as a manager in 2009 và 2011.
  - Giovanni Trapattoni won as a player in 1963 và 1969, both with Milan, and as a manager in 1985 with Juventus.
  - Johan Cruyff won as a player in 1971, 1972 và 1973, all with Ajax, and as a manager in 1992 with Barcelona.
  - Frank Rijkaard won as a player in 1989 và 1990, both with Milan and in 1995 with Ajax, and as a manager in 2006 with Barcelona.
  - Zinedine Zidane of Real Madrid won as player in 2002 and as a manager in 2016, 2017 và 2018.
- Five managers have won the title with two clubs:
  - Ernst Happel did so with Feyenoord in 1970 và Hamburg in 1983.
  - Ottmar Hitzfeld did so with Borussia Dortmund in 1997 và Bayern Munich in 2001.
  - José Mourinho did it with Porto in 2004 và Inter Milan in 2010.
  - Jupp Heynckes did so with Real Madrid in 1998 và Bayern Munich in 2013.
  - Carlo Ancelotti did so with Milan in 2003 và 2007, and Real Madrid in 2014.
- Ernst Happel is the only manager to reach the Champions League final with three teams:
  - Feyenoord (1970), Club Brugge (1978) và Hamburg in (1983).

### Winning other trophies

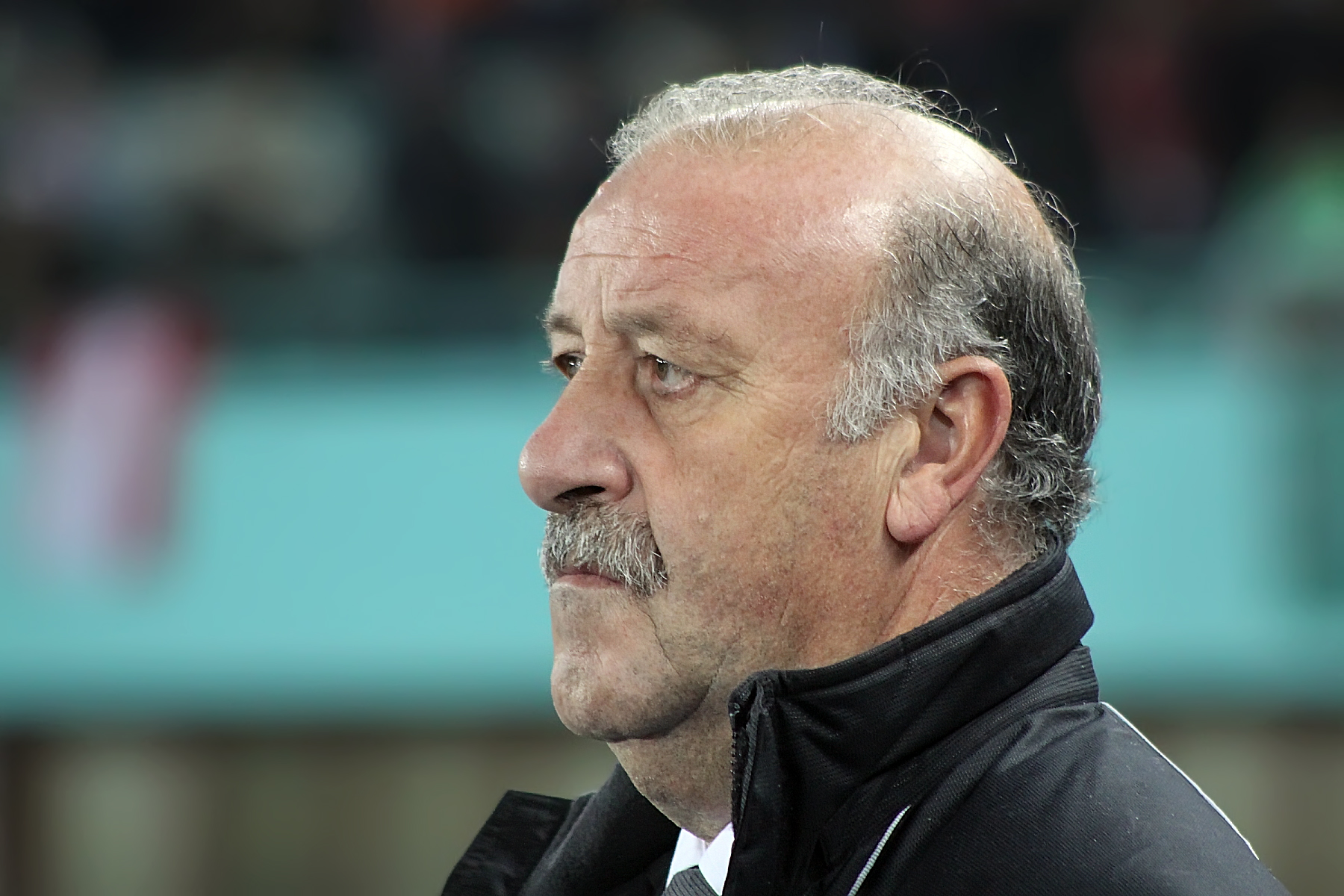
Vicente del Bosque is the only manager to win the Champions League, the FIFA World Cup and the European Championship.

- Vicente del Bosque is the only manager to have won the Champions League, the World Cup and the European Championship:
  - Real Madrid in 2000 và 2002, the World Cup in 2010 and the European Championship in 2012 with Spain
- One other manager has won the Champions League as well as the World Cup:
  - Marcello Lippi won the Champions League with Juventus in 1996 and the World Cup in 2006 with Italy. In addition, he won the 2013 AFC Champions League with Guangzhou Evergrande, to become the only manager to win both the AFC and UEFA Champions League.[77]
- Two other managers have won the European Cup as well as the European Championship:
  - José Villalonga won the European Cup with Real Madrid in 1956 và 1957 and the European Championship in 1964 with Spain
  - Rinus Michels won the European Cup with Ajax in 1971 and the European Championship in 1988 with Netherlands
- Two managers have won the Cup Winners' Cup and the European Cup with the same club in two consecutive seasons:
  - Nereo Rocco of Milan won the Cup Winners' Cup in 1968 and the European Cup in 1969
  - Giovanni Trapattoni of Juventus won the Cup Winners' Cup in 1984 and the European Cup in 1985
- Three managers have won the UEFA Cup and the European Cup in two consecutive seasons, two of them with the same club:
  - Bob Paisley won the UEFA Cup in 1976 and the European Cup in 1977, both with Liverpool
  - José Mourinho won the UEFA Cup in 2003 and the Champions League in 2004, both with Porto
  - Rafael Benítez won the UEFA Cup in 2004 with Valencia and the Champions League in 2005 with Liverpool
- Rafael Benítez is the only manager to have won the FIFA Club World Cup, the UEFA Cup, and the UEFA Champions League.[78]
- Two managers have won the Cup Winners' Cup, the UEFA Cup and the European Cup:
  - Giovanni Trapattoni of Juventus won the UEFA Cup in 1977 và 1993, the Cup Winners' Cup in 1984 and the European Cup in 1985. He also won the UEFA Cup in 1991 with Inter Milan.
  - Udo Lattek won the European Cup in 1974 with Bayern Munich, the UEFA Cup in 1979 with Borussia Mönchengladbach and the Cup Winners' Cup in 1982 with Barcelona.

### Other records
- José Villalonga Llorente is the youngest coach to win the European Cup with Real Madrid in 1955–56 at age 36 years and 185 days.[50]
- Pep Guardiola is the youngest coach to win the Champions League with Barcelona in 2008–09 at age 38 years and 129 days.[79]
- Raymond Goethals is the oldest coach to win the competition with Marseille in 1992–93 at age 71 years and 232 days.[50]
- Julian Nagelsmann of 1899 Hoffenheim is the youngest (31 years, 58 days) coach to feature in a Champions League match, doing so in the 2018–19 season.[80]
- Ricardo Gomes of Paris Saint-Germain is the youngest (32 years, 278 days) coach to win in a Champions League match, doing so in the 1997–98 season.[80]
- Jupp Heynckes of Bayern Munich is the oldest (72 years, 329 days) coach to win in a Champions League match, doing so in the 2017–18 season against Sevilla in the quarter-finals. Moreover, he became the oldest (72 years, 357 days) coach to feature in a Champions League match, doing so in the semi-finals of the same season against Real Madrid.[81]
- Alex Ferguson holds the record of winning 104 UEFA Champions League matches.[82]
- Jupp Heynckes holds the record of most consecutive wins in the competition, twelve wins all with Bayern Munich. The winning run started on ngày 2 tháng 4 năm 2013 by beating Juventus 2–0 in the quarter-finals, then winning the second leg, two semi-finals against Barcelona and the 2013 final against Borussia Dortmund. After two group stage matches with Carlo Ancelotti in the 2017–18 season, Heynckes came out of retirement winning four group stage matches, two round of 16 matches, then he reached the twelfth successive win on ngày 3 tháng 4 năm 2018 by defeating Sevilla 2–1 in the first leg of quarter-finals, the run ended with a goalless draw against Sevilla on the second leg.[83]
- Carlo Ancelotti became the first coach to feature in the Champions League group stage with eight clubs: Parma, Juventus, Milan, Chelsea, Paris Saint-Germain, Real Madrid, Bayern Munich và Napoli.
- Two non-European coaches won the European Cup twice:
  - Luis Carniglia: (1958 và 1959) with Real Madrid
  - Helenio Herrera: (1964 và 1965) with Inter Milan
- During Champions League era, all winning coaches are Europeans. However, three non-European coaches lost their final matches:[84]
  - Héctor Cúper: (2000 và 2001) with Valencia
  - Diego Simeone: (2014 và 2016) with Atlético Madrid
  - Mauricio Pochettino: (2019) with Tottenham Hotspur

## Referees

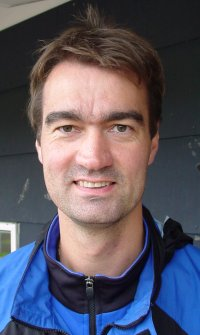
Kim Milton Nielsen has made the most appearances in the competition.

- Kim Milton Nielsen has made the most appearances in the competition with 59 matches.[85]
- 4 referees officiated a record of 2 Finals:
  - Leo Horn in 1957 và 1962
  - Gottfried Dienst in 1961 và 1965
  - Concetto Lo Bello in 1968 và 1970
  - Károly Palotai in 1976 và 1981
- 8 referees officiated a record of 7 matches in one season:
  - Anders Frisk và Ľuboš Micheľ in 1999–00
  - Dick Jol và Urs Meier in 2000–01
  - Anders Frisk (2), Urs Meier (2) and Kim Milton Nielsen in 2001–02
  - Manuel Mejuto González in 2004–05
  - Wolfgang Stark in 2008–09
  - Cüneyt Çakır in 2015–16
  - Cüneyt Çakır (2) in 2018–19

### Disciplinary
Tính đến ngày 8 tháng 5 năm 2019
- Felix Brych has awarded 213 yellow cards, in which 13 of them turned to a red card.[87]
- Markus Merk has awarded 12 direct red cards.[88]
- Felix Brych has awarded 23 penalties.[87]

## Chủ tịch
- Jaap van Praag và Michael van Praag là cha và con trai đầu tiên đã giành chiến thắng trong cuộc đua trong nhiệm kỳ chủ tịch của cùng một đội, Ajax. Đội bóng này đã vô địch Champions League trong các thời kỳ khác nhau với các chủ tịch này, trong các năm 1970–71, 1971–72, 1972–73 và 1994–95.
- Angelo Moratti và Massimo Moratti là cha và con trai thứ hai đã giành chiến thắng trong cuộc đua trong nhiệm kỳ chủ tịch của cùng một đội, Inter Milan. Đội bóng này đã vô địch Champions League trong các thời kỳ khác nhau với các chủ tịch này, trong các năm 1963–64, 1964–65 và 2009–10.
- Santiago Bernabéu giành được 6 cúp C1 châu Âu với tư cách là chủ tịch của Real Madrid: 1955–56, 1956–57, 1957–58, 1958–59, 1959–60, 1965–66.
- Hai chủ tịch giành được 5 cúp C1 châu Âu/UEFA Champions League:
  - Silvio Berlusconi với tư cách là chủ tịch của Milan: 1988–89, 1989–90, 1993–94, 2002–03, 2006–07.
  - Florentino Pérez với tư cách là chủ tịch của Real Madrid: 2001–02, 2013–14, 2015–16, 2016–17, 2017–18.